# セブン-イレブン
株式会社セブン-イレブン・ジャパンは、東京都千代田区二番町に本社を置く、コンビニエンスストアチェーンを運営する日本の企業。セブン&アイ・ホールディングスの完全子会社であり、同グループの中核企業のひとつ。 店舗数は21,770店で業界第1位である（2025年7月末時点）。

## 歴史

1号店のセブン-イレブン豊洲店（東京都江東区）

1973年11月、イトーヨーカドーがアメリカ合衆国でセブン-イレブンを運営するサウスランド・カンパニーとのライセンス契約を結び、株式会社ヨークセブンを設立した。
1974年5月15日、東京都江東区豊洲にセブン-イレブン第1号店「豊洲店」を出店した。一番最初に売れたのは、サングラスであった。1号店が豊洲に開業されたのは、初めてフランチャイズに応募したのが同地で経営していた酒屋「山本茂商店」の店主であった為であった。店主は先代が病死したため大学を中途退学して継承していたが、酒屋の将来性に疑問を感じてセブン-イレブンのフランチャイズに応募した。同年6月、初の直営店舗を相生店（神奈川県相模原市）を出店する。1975年、福島県郡山市虎丸町のセブン-イレブン虎丸店（直営店）で初めて24時間営業を開始した。
1976年5月、日本国内出店数100店舗を達成した。同年9月、ベンダーの集約化と共同配送を開始。翌年3月には、日本国内出店数200店舗を達成し、9月には日本国内出店数300店舗を達成した。
1978年1月、商号を株式会社セブン-イレブン・ジャパンに変更した。同年5月、北海道へ進出、札幌市北区に札幌北33条店を開店した。1979年に店舗数がKマートを抜いて初めてコンビニ業界1位となる。
1980年11月、日本国内出店数1,000店舗を達成する。1981年8月、東証第1部に指定替えを行う。1982年10月、POSシステムを導入、EOB（電子発注台帳）による発注開始する。1984年2月、日本国内出店数2,000店舗を達成する。翌年8月、双方向レジを導入開始する。1987年4月、日本国内出店数3,000店舗を達成する。
1987年10月 - 東京電力料金収納代理業務の取り扱いを開始する。翌年3月、東京ガス料金収納代理業務業務の取り扱いを開始する。1989年2月 - 第一生命保険料の収納代理業務取り扱いを開始し、同年6月、日本放送協会（NHK）の放送受信料の「継続振込」（受信料払込用紙による支払方法） の収納代理業務の取り扱いを開始した。同年11月、 プリペイドカード「セブン-イレブンカード」の取り扱いを開始した。
1989年12月、サウスランド・コーポレーションからハワイ事業部を譲受する。1990年6月、日本国内出店数4,000店舗を達成した。
1990年5月、三井海上ファミリーバイク自賠責保険取扱い開始。
1991年3月、破産申請を行っていたサウスランド・コーポレーションをイトーヨーカ堂と共同で4億3000万ドルを出資、約7割の株式を取得し、破産脱却を行った。
1993年2月、日本国内出店数5,000店舗を達成した。同年11月、「セブン-イレブンみどりの基金」設立。12月には従業員への食事補助として、バークレーヴァウチャーズ（現エデンレッド）の共通食券システム「チケットレストラン」 の取り扱いを開始した。
2000年2月 - EC事業を行う株式会社セブンドリーム・ドットコムを設立し、7月からサービスを開始した。同年8月、食事配達サービスを行う株式会社セブン・ミールサービスを設立。同年9月、セブン・アンド・ワイ（現セブンネットショッピング）サービス開始した。翌年4月、イトーヨーカ堂との共同出資で、株式会社アイワイバンク銀行（現セブン銀行）を設立した。
2003年8月、日本国内出店数10,000店舗を達成した。
2004年1月、中国企業との合弁でセブン-イレブン北京有限会社を設立し、同年4月に北京市に第1号店を出店した。
同年8月26日、セブン&アイ・ホールディングスの設立に先立ち上場を廃止。9月1日、イトーヨーカ堂、デニーズジャパンの3社で、株式移転により持株会社セブン&アイ・ホールディングスを設立する。同年11月、完全子会社のIYGホールディングスを通じて、セブン-イレブン・インクの公開買い付けを行い完全子会社化した。
2006年2月、株式取得によりセブンアンドワイ株式会社（現セブンネットショッピング）を子会社化。2007年4月、電子マネー「nanaco」を各店舗で導入。同年7月11日、世界の店舗数が同年3月の時点で32,208店となり、これまでチェーンストア最大手だったマクドナルドを抜き店舗数で世界一になったと発表した。
2007年10月、売れ残り品を値引きする「見切り販売」をFC加盟店に対し制限したことが、私的独占の禁止及び公正取引の確保に関する法律（独占禁止法）違反（優越的地位の乱用）の疑いがあるとして公正取引委員会の立ち入り検査を受けた。翌年6月、独占禁止法違反により、公正取引委員会から排除措置命令を受けた。
2009年9月30日、京浜急行電鉄と業務提携を行い、京急ステーションコマースが運営する駅売店をすべてセブン-イレブンに転換することを発表した。
2010年6月、全店でクレジットカード（アイワイカード、JCB）を導入開始。同年7月、全店でおサイフケータイクレジットiDの利用開始、同年9月にはVISAカード、マスターカード、アメリカン・エキスプレスカード、ダイナースクラブカードの取り扱いを開始した。同年12月、世界のセブン‐イレブン出店数が40,000店舗を突破、「セブン‐イレブン成都有限公司」設立。
2011年3月、JR各社エリアおよび京浜急行電鉄沿線で交通系ICカードによる電子マネーサービスを導入した。
2010年11月1日 ‐ 北海道キヨスクと業務提携を行い、JR北海道管内の札幌圏の駅などで運営していたコンビニエンスストアを「セブン-イレブンSTATION by Kiosk」に転換した。2013年10月、新京成電鉄と業務提携を行い、スタシオン・セルビスが運営する新京成線各駅の売店をセブン-イレブンに転換することを発表。2014年3月、ジェイアール西日本デイリーサービスネット（JRDSN）とその親会社のJR西日本と業務提携を行い、JRDSNが運営するJR西日本管内の既存売店（キヨスクやハート・インおよびデイリーインなど約500店舗）を5年間で「セブン-イレブン Kiosk」「セブン-イレブン Heart・in」に転換予定と発表した。2014年7月、JR四国と四国キヨスクと提携し、3年以内にJR四国管内の既存売店（キヨスクおよびビッグキヨスクの計36店舗）を「セブン-イレブン Kiosk」に転換予定と発表した。2018年10月、 小田急電鉄と小田急商事と業務提携を行い、駅などで運営していたコンビニエンスストア「Odakyu OX MART」を「セブン-イレブン」に転換することを発表した。
2021年4月、京王ストアとの業務提携を行い、京王電鉄の駅構内にある売店・コンビニの「A LoT、K-SHOP」などをセブン-イレブンに転換すると発表した。
2016年4月、鈴木敏文会長兼最高経営責任者（CEO）が退任を公表。名誉顧問に就任した。
2018年1月、日本国内出店数を日本の小売業で初めて20,000店舗超えを達成した。2019年7月に沖縄県に初出店し、全47都道府県へ出店を達成した。
2019年7月、スマホ決済サービス「7Pay」開始するも、開始から3日後に不正利用が発覚し、同年9月に廃止された。
2021年9月、新型コロナウイルス感染症のPCR検査・抗原検査キットのプリペイドカードを沖縄県を除く全国の2万1000店で発売した。プリペイド型PCR検査・抗原検査サービスの取り扱いは国内コンビニ業界初だった。
2022年7月、厚生労働省・デジタル庁および地方公共団体情報システム機構と連携し、8月17日より全国の店舗にてマルチコピー機を使用した「新型コロナウイルス(COVID-19)ワクチン接種証明書」を発行するサービスを開始することを発表した。
2023年4月、元プロ野球選手のイチローが「50周年アンバサダー」に就任。前身のヨークセブンは1973年設立で2023年が50周年となる。イチロー自身も同年10月に誕生したという共通点があった。
2025年6月、客数激減（いわゆる上げ底弁当問題も含む）について、5月に就任した新社長がコメント。

## 歴代社長
| ヨークセブン社長              | ヨークセブン社長    | ヨークセブン社長 | ヨークセブン社長 | ヨークセブン社長 |
| 代                            | 氏名                | 就任時期         | その他の役職 | 位階・勲等       |
| ----------------------------- | ------------------- | ---------------- | --- | ---------------- |
| 初代                          | 伊藤雅俊            | 1973年 - 1978年  | イトーヨーカ堂名誉会長（創業者）、デニーズジャパン創業者                                                                      |                  |
| セブン-イレブン・ジャパン社長 |                     |                  | |                  |
| 代                            | 氏名                | 就任時期         | その他の役職 | 位階・勲等       |
| 初代                          | 伊藤雅俊            | 1978年 - 1978年  | 同上 |                  |
| 第2代                         | 鈴木敏文 （創業者） | 1978年 - 1992年  | 中央大学理事長、日本経済団体連合会副会長、イトーヨーカ堂会長、 日本チェーンストア協会会長、日本フランチャイズチェーン協会会長 | 勲一等瑞宝章     |
| 第3代                         | 栗田裕夫            | 1992年 - 1997年  | 陸上自衛隊陸将（第11師団長）                                                                                                  | 従四位           |
| 第4代                         | 工藤健              | 1997年 - 2002年  | |                  |
| 第5代                         | 山口俊郎            | 2002年 - 2009年  | 日本フランチャイズチェーン協会副会長                                                                                          |                  |
| 第6代                         | 井阪隆一            | 2009年 - 2016年  | 日本銀行参与 |                  |
| 第7代                         | 古屋一樹            | 2016年 - 2019年  | 日本フランチャイズチェーン協会副会長                                                                                          |                  |
| 第8代                         | 永松文彦            | 2019年 - 2025年  | 日本フランチャイズチェーン協会副会長                                                                                          |                  |
| 第9代                         | 阿久津知洋          | 2025年 - 現職    | |                  |

## 経営手法

### 機会ロスの最小化
顧客のニーズを本部のネットワークでいち早く察知し、店舗で売る商品をメーカーや取引先に発注するシステムを構築することで売上の機会を逃さない、廃棄ロスを気にせずに顧客の購入機会を失うことがないように徹底した店舗管理を実践しているとされる。セブン-イレブンが目指すのは「売れ残ってでもいいから、品物を売り切れ状態にするな」という考え方であり、廃棄ロスよりも機会ロスの最小化を目指しているという。

## 日本での展開

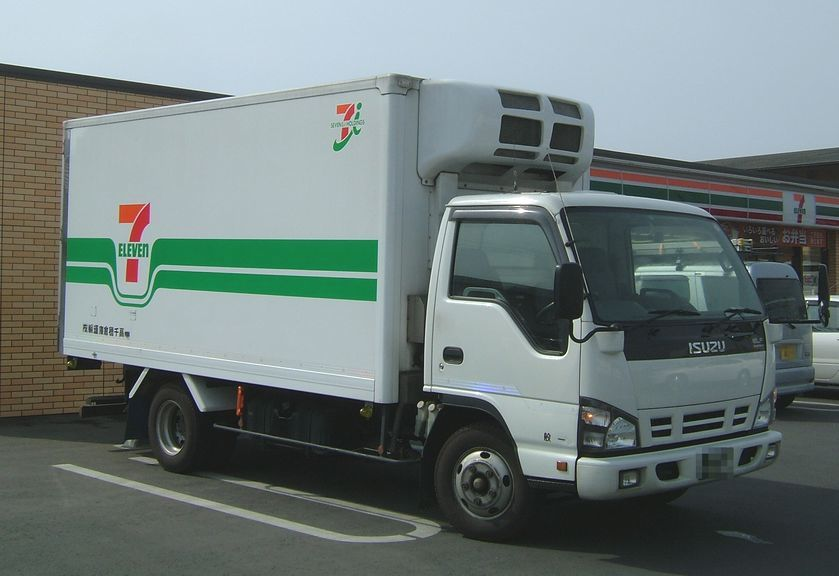
配送トラックの一例（いすゞ・エルフ）

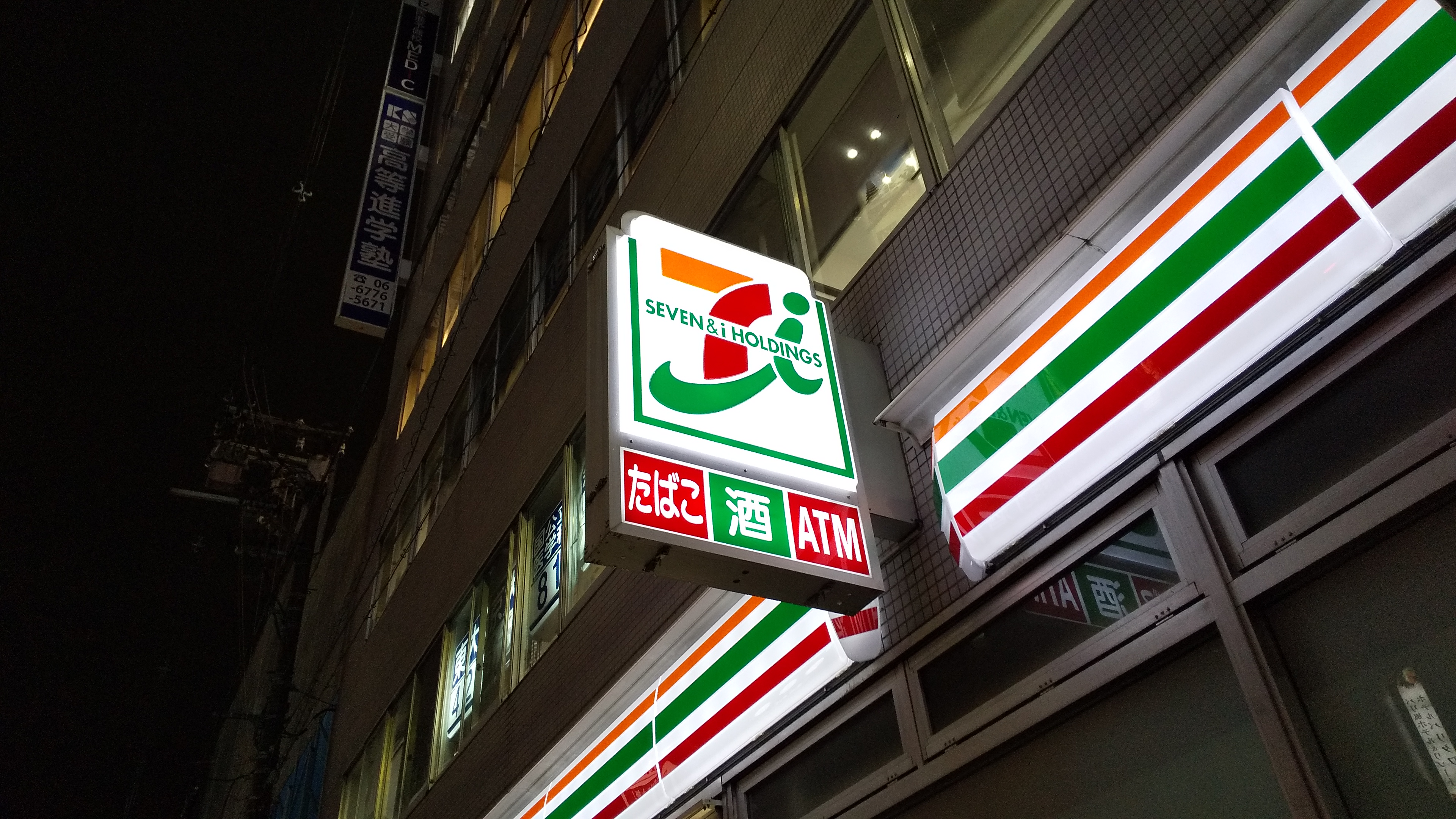
2005年より日本国内で使われている新しい看板

### 運営
イトーヨーカ堂の子会社・ヨークセブン（現：セブン-イレブン・ジャパン）がアメリカのSouthland Corporation（サウスランド社/現：7-Eleven, Inc.）からライセンスを取得し、日本で事業を開始した。当時、イトーヨーカ堂社内では日本におけるコンビニ事業の将来性に懐疑的であったが、これを推進した鈴木敏文が失敗時には自己が保有するイトーヨーカ堂の株式で穴埋めをすることを条件に、イトーヨーカ堂のオーナーである伊藤雅俊の了解を取りつけた。
その後、アメリカ合衆国との商習慣や食習慣の違いから、そのままでは通用せず、次第に日本の市場にローカライズしていった。おにぎりや弁当の販売、POSシステムの導入、メーカーとの提携による独自商品の開発、店舗周辺の住民構成やその日の天候・近隣の学校のイベントなどに合わせたきめ細かい売場構成を行うなど、需要の開拓や流通効率性の向上に努めて高収益を維持している。
こうして、もともとアメリカで誕生したセブン-イレブンの業態は、日本市場で独自の発展を遂げた。1991年（平成3年）には、当時経営に行き詰まっていたライセンス元のサウスランド社を逆にイトーヨーカ堂およびセブン-イレブン・ジャパンが、買収・子会社化した。そして短期間に奇跡的な業績回復をみせ、アメリカ合衆国で大きな話題となった。
7月11日はセブン-イレブンの日である。全国でセブン-イレブン店のオーナー、従業員、本部社員が店舗周辺を一斉清掃する日になっている。ちなみに11月7日にも清掃活動を行い、年2回行っている。
2005年（平成17年）11月よりポール看板が、イトーヨーカ堂と同じくセブン&アイ・ホールディングスのシンボルマークに変更された。
また、シンボルマークのデザインは日本と海外とで多少異なる。海外のものは四方緑に囲まれているが、日本のものは上の部分に緑の部分がない。

### 店舗展開

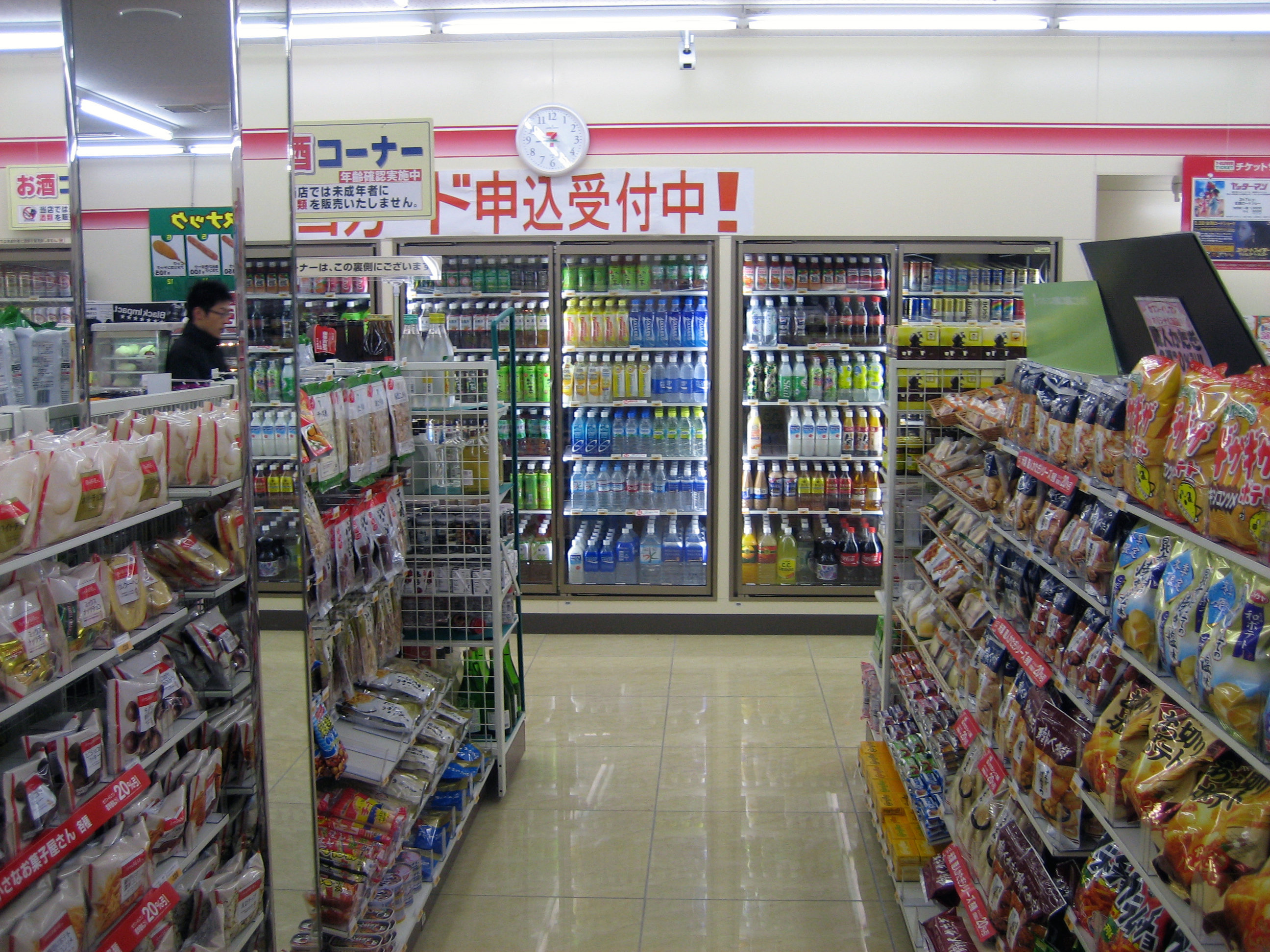
店舗内の様子

セブン-イレブンは日本のコンビニエンスストアチェーンの草分け的な存在で、2019年（平成31年）3月末時点で全国20,904店舗と、日本で最大の店舗数を持つ。また大手コンビニエンスストアチェーンのなかで、1店舗あたりの販売額が最大である。さらに販促施策の一環として、各メーカーと協力して「セブン-イレブン限定商品」の販売や新製品の先行販売を行うこともある。
ドミナント戦略と呼ばれる「特定の地域へ集中的に出店する」ことにより物流、広告、店舗指導その他で効率向上を狙った戦略を基に店舗展開を行っているため、店舗数は日本一であるものの（特に2000年代初頭までは）店舗数に対し未出店の地域がかなり多く、そのために三大都市圏の一つである名古屋ですら、21世紀に入るまで出店はなく（愛知県への初出店は2002年（平成14年）7月12日）、大阪への出店も1991年（平成3年）3月と比較的遅かった。その一方で五大都市圏の一つである北海道は1978年5月、福岡県は1979年4月と早くから進出している。なお、この「ドミナント戦略」については、会長兼CEOの鈴木敏文も「セブン-イレブンの競争力は突き詰めるとドミナント戦略に行き着く」と豪語しているほどである。
一方で、2000年代後半以降（特に北陸3県地区への展開が開始された2009年以降）は都市部における店舗数の飽和などもあり、未出店地域への展開も積極的に行われている。実際に、中京地区への出店前の2001年（平成13年）6月時点で18県、北陸3県への出店前の2009年（平成21年）1月時点で13県あった未出店地域（都道府県）は、2015年（平成27年）11月17日には鳥取県への出店を終え、沖縄県を残すのみとなった。
沖縄県については2016年（平成28年）6月29日、2〜3年以内を目標に出店する意向であることが報じられた。さらに2017年（平成29年）6月9日には、2019年度を目処に出店を開始するという公式発表が行われ、出店に向けて同年10月25日、那覇市に当社子会社の現地法人「セブン-イレブン・沖縄」を設立した。その後、2019年（令和元年）7月11日に沖縄県内初の店舗が複数同時に開店し、ローソン（1997年）、ファミリーマート（2006年）に次ぐ、47都道府県全てに出店するコンビニエンスストアとなった。

#### 日本国内最東・最西・最南・最北の店舗
- 現在の最北端店舗：美深西1条店（北海道中川郡美深町）
- 現在の最東端店舗：根室光洋町店（北海道根室市）
- 現在の最西端、最南端店舗：糸満真栄里東店（沖縄県糸満市）

#### 2000年代末期以降の未出店地域への展開

##### 東北地方
秋田県と青森県の2県が未出店地域となっていたが、2010年代に入ってからそれぞれの県で出店を果たしている。まず秋田県において2012年（平成24年）5月31日、横手市と美郷町に計3店舗出店し店舗展開を開始した。岩手県・宮城県・福島県・新潟県からの商品供給となるため、県南地区からの出店となったが、2013年（平成25年）3月28日には秋田市に5店舗出店したのを皮切りに、県央地区への出店も開始した。2012年の出店開始当初は2015年（平成27年）2月末までに秋田県内で100店舗（12年度20店舗、13年度40店舗、14年度40店舗）の展開を目指すとしていたが、商品供給網の都合により県北地区への出店は予定されていなかった（ただし、将来的に秋田県内に専用工場が建設されれば、同県北部への出店の可能性もあり得るとしていた）。しかし、後述の岩手県北上市の新工場の完成後は、東北自動車道から近い大館市や鹿角市への出店も開始しており、2019年（令和元年）7月時点で能代市などを除く県北部への進出を果たしている。また前述の秋田県への出店開始時には「青森県への出店は白紙である」としていた が、2014年（平成26年）10月31日の記者会見で、岩手県北上市の提携先専用工場が翌2015年（平成27年）5月に稼動を開始することを機に、青森県への出店についても同年夏より岩手県境に接する八戸市周辺から開始することが発表された。同工場は2014年7月に着工したが、その際にセブン-イレブンの古屋一樹副社長（当時）は「配送体制の充実で岩手県に300店舗、秋田県に200店舗の展開を目指す」と述べた。その後、2015年5月25日に工場が完成し稼動を開始。青森県に商品を届けることが可能と判断し、同年6月12日に行われた県内5市1町計8店舗の出店を皮切りに店舗展開を開始した。同県では2017年（平成29年）度を目処に約100店舗の展開を目指している。

##### 北陸地方
2009年（平成21年）1月23日に富山県と福井県、さらに12月4日には石川県内に出店。北陸3県全体として、3年間で約200店舗の展開を目指している。石川県への出店に先立ち、同県白山市にて配送拠点となるわらべや東海（現・わらべや日洋食品）の北陸工場が12月2日より稼働を開始した。なお、同工場の稼働まで福井県の店舗は愛知県の配送網、富山県の店舗は新潟県の配送網をそれぞれ使用していた。

##### 山陰地方
2009年（平成21年）2月に島根県への出店を開始した。進出開始当初は隣接する広島県の配送網から商品配送を受けているため、県西部（浜田市・江津市）のみの出店（広島地区事務所が統括）に留まっていたが、後述する鳥取県への進出に伴い、松江地区事務所を設置し、2015年（平成27年）10月16日に松江市など県東部 にも進出した。また鳥取県については、2015年4月2日の記者会見で同年10月にも出店を開始することが発表され、10月30日に出店が開始された。松江地区事務所が統括する島根県東部・鳥取県西部の店舗の商品は隣接する岡山県・広島県・香川県・兵庫県などから配送し、2020年（令和2年）度を目処に島根県で約70店舗、鳥取県で約50店舗の展開を目指している。鳥取県も進出開始当初は配送網の関係から県中西部（米子市〜琴浦町）のみの出店となっていたが、県東部の鳥取市にて2017年（平成29年）5月に初のオーナー説明会を開催しており、同年11月17日に出店が開始された（これによりこの時点で沖縄県を除いた県庁所在地への進出を達成）。なお、県東部の店舗（こちらも松江地区事務所が統括）の商品は隣接する兵庫県・大阪府・京都府・滋賀県・岡山県などから配送している。

##### 四国地方
長らく市場の規模の小ささなどから出店を見合わせていたが、今後は四国地方にも進出することが2012年（平成24年）9月9日に発表された。そして2013年（平成25年）3月1日に、香川県の高松市・坂出市・直島町に計8店舗、徳島県徳島市に6店舗出店したのを皮切りに、両県のサンクスブランド・エリアフランチャイザーであったサンクスアンドアソシエイツ東四国（サンクス東四国、現：アイル・パートナーズ）がセブン-イレブンに鞍替えし、2013年3月〜5月にかけて91店舗を転換した（これに先立ち、2013年2月7日にサンクス東四国とセブン-イレブンジャパンがフランチャイズ契約を締結している）。なお、サンクス東四国からの転換分には同業他社が出店していない小豆島や直島の店舗も含まれている。これと並行して残る2県での自前店舗の新設も進めており、2014年（平成26年）3月1日には愛媛県の松山市・新居浜市に計3店舗、翌2015年（平成27年）3月6日には高知県高知市に3店舗を出店し、両県での店舗展開を開始した。2018年（平成30年）度を目処に四国4県で約590店舗の展開を目指している。また、四国内の工場稼働までは岡山県や兵庫県などから商品を配送していた が、香川県坂出市にてわらべや関西の香川工場が2013年12月23日より稼働を開始、さらに愛媛県新居浜市にてプライムデリカの新居浜工場が2014年4月7日より稼働を開始した。

##### 九州・沖縄地方
唯一出店していなかった鹿児島県は、2011年（平成23年）3月25日に霧島市と曽於市に計4店舗出店したのを皮切りに、同年6月16日には鹿児島市内にも3店舗出店。3年間で約200店舗の展開を目指している。商品配送については当初、熊本県および宮崎県の工場および配送センターを活用していたが、2013年（平成25年）6月末、姶良市加治木町に工場および配送センター（デリカフレンズ鹿児島工場）が完成し、同年8月19日より稼動を開始した。物流上、宮崎県串間市の店舗は鹿児島県に進出したあとに出店した。なお、同県への出店に関しては南国殖産が1990年代後半にセブン-イレブンとしてのコンビニ事業進出を模索していたが、当時のセブン-イレブン側が慎重な姿勢を示し、最終的に南国殖産はサンクスアンドアソシエイツ（当時）との合弁で南九州サンクス（同社は2013年にローソンの完全子会社へ事業譲渡）を設立した経緯がある。なお、九州地方にも属する沖縄県については前述の通り、2019年（令和元年）7月に進出を開始している（これにより全都道府県への進出を達成）。

##### 未出店地域
前述の通り、2019年7月時点で日本の全都道府県への進出を達成しているが、その一方でドミナント戦略（配送網の状況等含む）による未出店の市町村も一定数存在する。
- 北海道 - 2008年（平成20年）8月に根室市への出店を果たしたものの、宗谷総合振興局（稚内市など）管内には進出しておらず、上川総合振興局管内の美深町が国内最北となっているなど、未出店地域は各エリアに少なからず残っている。
- 東北地方 - 秋田県北西部の能代市や岩手県東部（三陸地方）の久慈市などが現状未出店となっている。また、2015年（平成27年）6月に進出を開始した青森県でも津軽半島北部やむつ市などがある下北半島、県西部の日本海側などが未出店地域となっている。
- 東海地方 - 三重県[注 10] では、これまで出店のなかった県西部・伊賀地方にも2017年（平成29年）5月に進出している[68][69] が、県中部は松阪市、東部は伊勢市[注 11] が南限となっており、東紀州や伊勢市を除く南勢地方など県南部への進出は行われていない[注 12]。岐阜県にある市では、下呂市には店舗が存在しない。
- 北陸地方 - 福井県では、小浜市などがある若狭地方[注 13] への出店が行われていない。
- 近畿地方 - 北部の日本海側では兵庫県の但馬地方に進出しておらず、京都府の丹後地方でも舞鶴市[注 14] 以外は未出店となっているのが現状である[注 15]。さらに、同地方（紀伊半島）の南部においても未出店の地域が多く、奈良県は五條市、和歌山県は田辺市[注 16]が南限となっており、両県とも県東部[注 17] および南部の大部分には出店していない[注 18]。
- 四国地方 - 2015年（平成27年）3月に進出を開始した高知県では高知市とその周辺地域への出店を優先させているため、西部（四万十市・宿毛市など）や東部（安芸市や室戸市など）には進出していない。また、先に進出した徳島県・香川県は進出時の経緯により、2021年3月現在も空白地帯（主に元サンクスのファミリーマート店舗がある地域。例：丸亀市の旧綾歌町や隣接する綾川町）が多い。
- 山陰地方 - 2015年（平成27年）10月に進出を開始した鳥取県は当初より出店地域となっていた県西部だけでなく、県東部の鳥取市にも2017年（平成29年）11月に進出、さらに県中部の倉吉市でも2018年（平成30年）9月よりオーナー説明会を開催し、倉吉駅構内のデイリーイン（同ブランド最後の店舗）を同年12月にセブン-イレブンブランドへ転換しているが、同県と同じ時期に進出を開始した島根県東部地域は松江市や出雲市などで新規出店を続けているものの、県中部の大田市などへの出店が行われていない。
- 九州・沖縄地方
  - 長崎県 - 物流の関係上、離島部（五島市・対馬市など）には出店していない。
  - 鹿児島県 - 物流の関係上、離島部（西之表市・奄美市など）には出店していない。
  - 沖縄県 - 物流の関係上、沖縄本島以外（石垣市・宮古島市など）には出店していない。

#### 鉄道各社との提携・連携
駅ナカ事業としては、2009年（平成21年）9月30日に京浜急行電鉄と業務提携による事実上のフランチャイズを行い、京急ステーションコマースが運営する京急線各駅の売店をすべてセブン-イレブンに転換することが発表された。さらに2013年（平成25年）10月30日には新京成電鉄とも業務提携を行い、スタシオン・セルビスが運営する新京成線各駅の売店の転換を発表。ただし、新京成線には売店が閉店した駅もあり、その駅においても展開するかは言及されていない。中小では、江ノ島電鉄の鎌倉駅構内に「ミニ・セブン-イレブン」があり営業時間が7時〜20時と変則的になっている。交通系電子マネーとしては、PASMOが導入されることになった（2013年3月23日からは「全国相互利用サービス」対応の各IC乗車カードも利用可能。詳細後述）。また、2010年（平成22年）10月16日より北海道キヨスクとも業務提携を行い、同社が札幌エリアで運営する北海道旅客鉄道（JR北海道）および札幌市交通局主要駅のコンビニをセブン-イレブンに転換している。
2014年（平成26年）からは、西日本旅客鉄道（JR西日本）グループとの提携により、同社主要駅構内の売店（キヨスク）を「セブン-イレブン Kiosk」に、主要駅構内のコンビニ型店舗（ハート・インおよびデイリーインなど）を「セブン-イレブン Heart・in（ハートイン）」にそれぞれ置き換えることとなり、それによる約500店舗のリニューアルが5年かけて順次進められている。さらに2015年（平成27年）からは、四国旅客鉄道（JR四国）グループとの提携により、同様に駅構内店舗（キヨスクおよびビッグキヨスクの計36店舗、デイリーインの一部）の「セブン-イレブン Kiosk（キヨスク）」への置き換えが順次進められている。

#### 高速道路に出店している店舗の一覧
- E1 東名高速道路
  - 富士川SA（下り線）
  - 東郷PA（上下線）
- E1 名神高速道路
  - 黒丸PA（上り線）
  - 草津PA（上下線）
- E1A 新東名高速道路
  - 岡崎SA（集約）
- E1A 新名神高速道路
  - 鈴鹿PA（集約）
  - 土山SA（集約）
- E2 山陽自動車道
  - 淡河PA（上り線）
  - 三木SA（上り線）
  - 白鳥PA（下り線）
  - 瀬戸PA（下り線）
  - 八幡PA（上下線）
  - 小谷SA（下り線）
  - 奥屋PA（上り線）
  - 沼田PA（下り線）
  - 佐波川SA（上下線）
- E2A中国自動車道
  - 社PA（上り線）
  - 吉和SA（セブン自販機）（上下線）
- E3 九州自動車道
  - 直方PA（上り線）
  - 鞍手PA（下り線）
  - 須恵PA（上下線）
  - 基山PA（上下線）
  - 玉名PA（上下線）
  - 山江SA（上下線）
- E4 東北自動車道
  - 津軽SA（下り線）
  - 金成PA（上下線）
- E10 東九州自動車道
  - 今川PA（上下線）
- E11 高松自動車道
  - 府中湖PA（上り線）
- E11 松山自動車道
  - 入野PA（上下線）
- E17 関越自動車道
  - 寄居PA（上り線）
  - 塩沢石打SA（下り線）
- E18 上信越自動車道
  - 千曲川さかきPA（上下線）
- E25 西名阪自動車道
  - 香芝SA（下り線）
- E26 近畿自動車道
  - 東大阪PA（下り線）
- E32 徳島自動車道
  - 吉野川SA（下り線）
- E34 長崎自動車道
  - 今村PA（上り線）
  - 木場PA（下り線）
- E34 大分自動車道
  - 玖珠SA（上下線）
- E46 秋田自動車道
  - 西仙北SA（上り線）
- E51 東関東自動車道
  - 大栄PA（上下線）
- E93 第二神明道路
  - 垂水PA（下り線）

### 決済

#### 商品券・ポイントカード決済
現在使用可能な物はセブン&アイ共通商品券とQUOカードのみである。

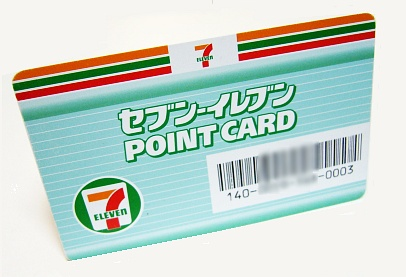
ポイントカード（北海道限定） nanaco導入にともない2007年（平成19年）5月15日でポイント加算終了。

- 2003年（平成15年）8月より開始されたサービスとして、セイコーマートクラブカードに対抗する形で北海道地区限定でポイントカードのサービスを行っていた。100円（税抜き）で1ポイントで1ポイント=1円で使える。ただし、ポイントが反映されるのは翌日の午前7時以降となっていた。新聞・雑誌はポイント除外品となっていた。
  - なお、このポイントカードは後述の電子マネー・nanacoの導入にともない2007年（平成19年）3月31日をもって新規加入中止、同年5月15日をもってポイント加算を終了している。なお、セブン-イレブンは現在でも同業他社で導入されている共通ポイントカードは一切導入していない。
  - 2006年（平成18年）3月1日から2007年（平成19年）2月28日までに加算されたポイントは2008年（平成20年）2月29日まで、2007年（平成19年）3月1日から5月15日までに加算されたポイントは2009年（平成21年）2月28日まで還元使用できる。
- 2005年（平成17年）12月1日より今までセブン-イレブンでは使えなかった「IYグループ商品券」に変わる新たな商品券として「セブン&アイ共通商品券」を発行し、こちらについてはセブン-イレブンでも使えるようになる。
  - これにともない2005年（平成17年）11月30日をもって「IYグループ商品券」の発行は停止されたが、以降もイトーヨーカドー、エスパ、ファミール、デニーズ、ヨークマート、ヨークベニマル、ロビンソン百貨店、メリーアン、ステップス、オッシュマンズおよびグッディハウス原宿などで使える。
  - ただし、セブン-イレブンでは2005年（平成17年）12月1日以降も「IYグループ商品券」は使えない。
  - また、「セブン&アイ共通商品券」についてはセブン-イレブンでの販売は行わない。
- 2016年（平成28年）10月6日にエイチ・ツー・オー リテイリングとの資本業務提携[77] にともない、関西地区（2府4県）限定で阪急阪神グループのポイントシステムである『Sポイント』を2018年5月14日から導入開始した[78]。貯まったSポイントは関西圏の店舗はもとより、全国のSポイント対応店舗・企業で利用することができたが、阪急阪神ホールディングスのローソンとの提携によって、2022年6月30日終了。

#### 電子マネー決済
2013年（平成25年）3月23日現在、全店で利用できる電子マネーはFeliCa方式を採用した以下の5系列。いずれもカード型とモバイル型（おサイフケータイ）の両方で利用可能。
nanaco
セブン&アイグループ独自のプリペイド型電子マネー。ポイントサービスと連動している。店頭での決済のほか、マルチコピー機の決済、セブン銀行ATMでのチャージなど店内で幅広く利用可能。
技術開発はジェーシービー、発行主体はセブン・カードサービス。
QUICPay
モバイル決済推進協議会（MOPPA）が主導するポストペイ（後払い）型電子マネー。2008年（平成20年）4月7日から利用可能になった（nanacoカード搭載のQUICPayの利用は2008年（平成20年）4月18日から）。
楽天Edy
楽天Edy株式会社（2012年6月1日にビットワレットより社名変更）が展開するプリペイド型電子マネー。2009年（平成21年）10月7日から利用可能になった。
iD
NTTドコモが主導するポストペイ型電子マネー。2010年（平成22年）7月23日に、同社の全店で導入された。
Suica・Kitaca・TOICA・ICOCA・SUGOCA・PASMO・nimoca・はやかけん・manaca
京浜急行電鉄の駅ナカ店舗にPASMOが先行導入されていたが、2011年（平成23年）3月18日に全国にJR系電子マネーが導入され、2013年（平成25年）3月23日の交通系ICカード全国相互利用サービス開始で相互利用範囲が拡大した。
店舗エリアごとに主導入された交通系電子マネーが異なり、PASMO加盟鉄道事業者がフランチャイジーとなっている店舗はPASMO、それ以外は都道府県ごとにJR四国を除くJR旅客5社の在来線エリアに準じて主導入カードが区分されており（セブン-イレブンの四国進出時はICOCAを主導入）、交通系ICカードの相互利用により主導入エリアがないmanaca・nimoca・はやかけんを含めた9種類のICカードが全店で利用可能となっている。レシートには実際に使用したカードの種類が記載される。また、鉄道事業者系の店舗ではチャージを受け付けない場合がある。
manacaについては相互利用開始前から名古屋市営地下鉄桜通線の徳重駅・野並駅構内の店舗限定で利用可能だった。リーダーは交通系以外の電子マネーとは別のものを使用しており、レジと連動していないため店内チャージ不可（全国相互利用開始後はチャージのみ連動で対応）でレシートとmanaca取り扱い票お客様控えの2枚が出ている。現在でも名古屋市交通局との契約上、ほかの交通系電子マネーも含め同じ対応となっている（全国相互利用開始後に開店した店舗も含む）。名鉄のミュースターポイントは名鉄岩倉駅東口店、名古屋柴田駅前店のみ対象である（こちらの店舗も名鉄との契約上およびポイント対応のため、すべての交通系電子マネーを連動していない端末で処理している）。
これに加え、指定された店舗限定ではあるが、以下の交通系電子マネーが利用可能。
PiTaPa
IC乗車カードの相互利用サービスに参加しているPiTaPaは、唯一ポストペイ形でもあることから電子マネーの相互利用には加わっていないが、空港ターミナルビル全体で導入している関西国際空港第2ターミナル店 と2013年8月29日に開店した大阪本町駅中央店、2015年6月18日より順次開店している神戸電鉄の各駅構内の店舗、および大阪高速鉄道（大阪モノレール）の駅構内の「セブン-イレブン モノウェル」各店舗のみ利用可能である。ファミリーマート（統合前のサークルKサンクス含む）のように関西地区全店で対応する予定は今のところ発表されていない。
SAPICA
札幌市営地下鉄大通駅、真駒内駅および麻生駅構内の店舗で利用可能。リーダーはほかの電子マネーとは別のものを使用しており、導入当初は設置レジもそれぞれ1か所のみだった。チャージは不可。SAPICAポイントはサービス対象外である。
IruCa
アイル・パートナーズが運営する香川県内の店舗（サンクスからの転換店）の一部（11店舗）で利用可能。こちらもリーダーはほかの電子マネーとは別のものを使用している。ほかの地方交通系電子マネーと異なり駅や空港以外の場所でも対応している。
ICい〜カード
- いよてつ古町駅店およびいよてつ松山市駅店でのみ利用可能。セブン-イレブン転換前からのシステムを使用するため、決済時はPOS付属のリーダーを使用せず、ICい〜カード専用のハンディリーダーで読み取る形で支払う。

#### クレジットカード決済
VISAカード、マスターカード、アメリカン・エキスプレスカード、ダイナースクラブカード、セブンカード、ディスカバーカード、JCBカード、クラブ・オンカード、ミレニアムカード、銀聯カードが使用できる。

#### バーコード決済
セブン-イレブンではバーコード決済の導入が同業他社に比べると大幅に遅れていたが、2019年7月1日から自社のバーコード決済サービス「7pay」ならびにPayPay、メルペイ、LINE Pay、Alipay、WeChat Payの国内外5種類のバーコード決済に対応すると発表した。しかし、「7pay」開始2日後の7月3日、「7pay」の大規模な不正利用が発覚し、サービスの制限を開始。7月4日にはすべてのチャージを一時停止。7月30日には利用者全員の7iDパスワードを一斉リセットする などの措置を講じたが、ついに9月30日をもって「7pay」のサービスを廃止することを決定した。
2019年10月1日からd払い、au PAY、楽天ペイ、ゆうちょPayにも対応。

## 独自商品・サービス

### 独自商品
2011年（平成23年）4月をもって、「パラドゥ」などを除いた多くのブランドを廃止、順次「セブンプレミアム・セブンプレミアムゴールド」シリーズに切り替えている。
2014年3月より、これまでローソン やファミリーマートと比較して弱いとされてきた西日本での地盤を強化するため「西日本プロジェクト」を立ち上げ、一部の商品開発を大阪で行っている。先述のJR西日本との提携も、西日本での地盤強化の一環とされる。

#### 現在
- セブンプレミアム
  - セブンプレミアム ゴールド
  - セブンプレミアム ライフスタイル
  - セブンプレミアム フレッシュ

- パラドゥ - コスメブランド。競合ブランドは化粧惑星。
- SEVEN CAFÉ
  - 2013年（平成25年）1月よりスタートした淹れたてコーヒーブランド。他店と異なり、レジでカップのみを購入して、セルフサービスでコーヒーマシン（富士電機との共同開発[89]）を操作するシステムとなっている。デザインはコーヒメーカー、カップ、マドラーに至るまで佐藤可士和に依頼した[90]。また、宣伝・販促に「セブンカフェカー」を使った無料試飲会も随時行っている。さらに、2014年10月末からは関西地域で「セブンカフェ ドーナツ」を開始。専用工場で製造、3時間以内に店舗へ配達し、保冷ケースに陳列して販売している。2015年からは全国1万7,000店へと展開する予定。
  - 創業時は作り置きのコーヒーをカップに注いでいた[注 21]が、のちにセルフ式のドリップコーヒーになったあと、1990年代からセブンカフェの登場までは一時期セルフ式コーヒーの提供を行っていなかった。
  - セブン-イレブンの一部店舗では、セブンカフェを販売していない場合がある。販売の有無は店舗一覧から確認できる。

#### 過去

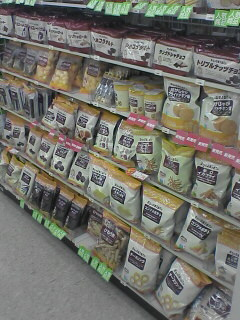
まちのお菓子屋さん陳列スペース

- まちのお菓子屋さん - 菓子シリーズ[91]。1996年1月発売開始。2003年3月からは、それまでの税込105円商品に加え、原料にこだわりのある質の高いシリーズや、内容量を少なめにした「小さなお菓子屋さん」シリーズを発売し、価格帯の幅を広げた。通常表記は「まちのお菓子屋さん」であるが、前述したような小袋商品には「小さなお菓子屋さん」、また税込105円を越える一部の商品および棒型の包装がされている商品には「街のお菓子屋さん」の表記がみられる。パッケージの絵柄・配色などは不定期に変更されている。また以前は共通する意匠の絵柄ながら、緑色を基調とした「まちのお菓子屋さん」表記のない商品も売られていたが、現在では色彩が統一されている。2007年から2008年の1年間、セブン-イレブンの携帯サイトにてシリーズのコンセプトを伝える「まちのお菓子屋さん物語」を連載。
- 7iro cafe - 洋菓子ブランド。
- 七色茶屋 - 和菓子ブランド。
- 焼きたて直送便 - パンブランド。
- カップ麺
  - 有名ラーメン店シリーズ - 2000年（平成12年）よりスタート。全国にその名を知られる有名ラーメン店とのタイアップで、過去に龍上海（山形）、一風堂（博多）、山頭火（旭川）、勝丸（東京）、六角家（横浜）、すみれ（札幌）、井出商店（和歌山）、蒙古タンメン中本（東京）などが商品化されている。
  - 地域の名店シリーズ - 2005年（平成17年）よりスタート。明星食品との共同開発。有名ラーメン店シリーズが全国発売されるのに対し、こちらは「地域の人気店の味をその地域のみで限定販売する」のが原則となっている（ただし、ネット通販を利用すれば全国で購入可）。
- オリジナル商品の中には、地域の特産物を利用したものを地産地消と絡めて展開することが多い。なお、2008年（平成20年）に岡山県、2009年（平成21年）は千葉県、2010年（平成22年）には愛知県との間で包括協定が結ばれており、同県の特産物や名産品を利用したオリジナル商品が開発されている。

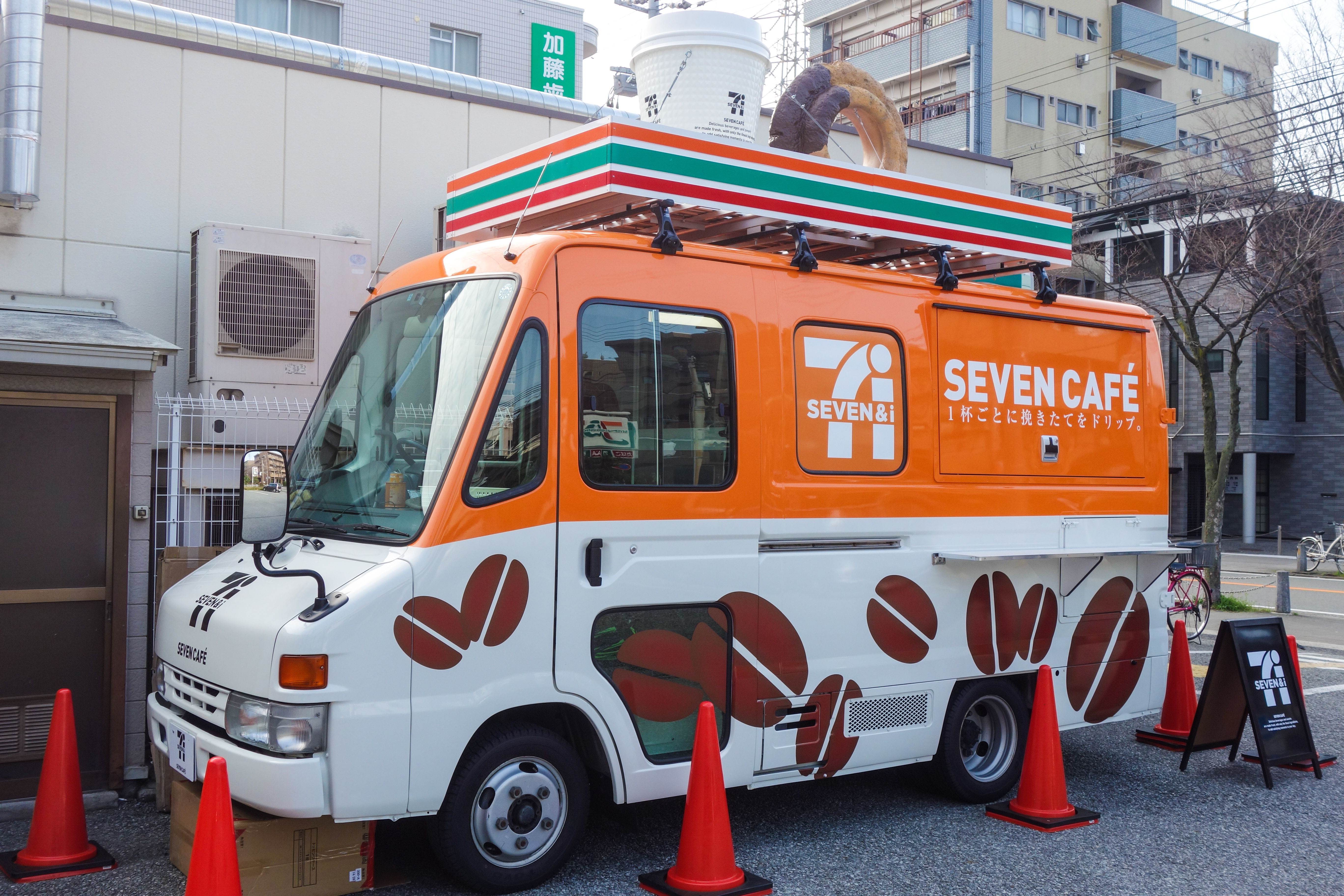
セブンカフェカー（トヨタ クイックデリバリー）
無料試飲会などに使われる（兵庫県尼崎市）

- 職人かたぎ - 2002年11月から発売している菓子シリーズ[92]。以前から同社では菓子シリーズである「まちのお菓子屋さん」シリーズを発売していたが、コンビニ利用者がそれまでの若年層に加え、高齢層を含む幅広い年齢層へとシフトしてきたことから、「年代の高い方々にも喜ばれるお菓子作りを」というコンセプトの元に発売された。年齢の高い層をターゲットとするため、商品の多くは米菓となっている。キャッチフレーズは「職人の、こだわり・技・心意気。」であり、商品のパッケージにもこのフレーズが印刷されている。価格帯は量などに応じて幅を持って設定されている。商品は小袋サイズのものには直接封入、大袋サイズのものには、直接封入・何片か入った小分け封入・一枚ずつ封入された個別封入などいくつかの包装形態が見られる。また、大袋サイズのものには防湿用のチャックがつけられているものがあり、一度開封したあとでも再度封をすることができる。包装サイズによる違いはデザインにもみられ、パッケージ上部に白抜きで書かれている「職人かたぎ」の文字の背景となっている暖簾が小袋サイズでは青地、大袋サイズでは赤地になっている。

数多くあるオリジナル商品の中に、モンドセレクションを受賞した「極上のひとくち」がある。
- 2006特別金賞・極上のひとくちシリーズ フィナンシェ
- 2006金賞・極上のひとくちシリーズ3商品受賞 エクストラビターチョコ、ふんわりバームクーヘン、バタークッキー

### 独自サービス・設備
- セブン銀行
- セブンネットショッピング
- セブンドリーム・ドットコム
- セブンミール（食事配達サービス）
- セブンスポット - 2022年3月31日をもってサービスを終了[93]

### コピー機
同社がコンビニ業界で初めて導入したカラーコピー機は当時のミノルタ製だった。その後、何回かの移り変わりを経て、2009年10月から富士フイルムビジネスイノベーションのマルチコピー第3世代機を導入開始、2010年3月までに全店導入。
第3世代はnanacoで決済できるようになった。また、2011年7月19日よりnanacoポイントも税抜き100円につき1ポイント（月間累積で翌月5日に加算される）付与されるようになった。ただし、チケットプレイガイド・行政サービスは付与対象外となる。
第4世代はQRコードリーダー、シャッフルプリント、写真2Lサイズに対応された。2021年10月に導入が開始され、2022年9月までには全店導入される予定。
ネットプリント
インターネット経由で登録した文書ファイル（PDF、Word、Excel、PowerPoint、JPEG、TIFF形式など）を全国のセブン-イレブンで印刷できるサービスである。第3代機からメディア（CD-ROMやUSB）によるファイルプリントができるようになった。
住民票の写し・印鑑登録証明書の発行
一部店舗で第3世代機で、先行参加地方公共団体の住民基本台帳カードや個人番号カードを利用して、住民票の写しと印鑑登録証明書の取得が可能となった。
チケットのプレイガイド機能
エンタテインメントプラス（e+）ならびにチケットぴあとの提携で各種イベントのチケットオンライン購入可能。

### コンビニATM

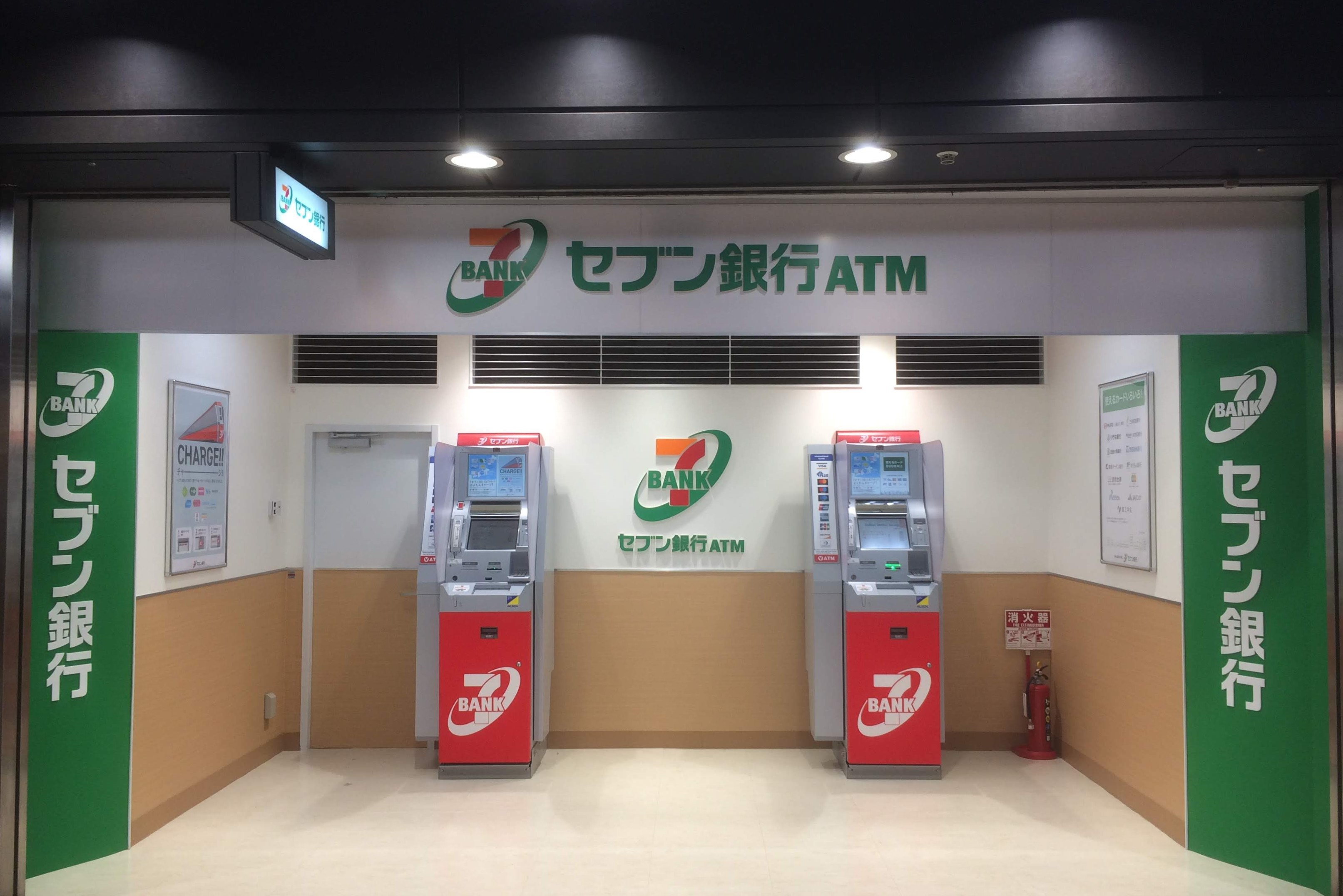
ドージマ地下センター（大阪市北区堂島1丁目）内にあるセブン銀行のATM

コンビニATMはセブン銀行のATMをほぼすべての店舗に設置している。ほかのコンビニエンスストアチェーンがATM管理受託会社によりATMを運営しているのに対し、セブン-イレブンは新たに銀行子会社を設立し、その出張所という形でATMを設置している。都市銀行・信用金庫・ゆうちょ銀行・ろうきんおよび鹿児島銀行を除く多くの地方銀行などに対応し、かつnanacoや楽天Edyなどの電子マネーチャージへの対応などセブン-イレブンとのサービス連携も行っているが、銀行法の関係で店員はATMに関する対応を行うことができない。
東日本大震災にともない、セブン-イレブンでは新しい試みとして、「セブン銀行ATM移動車」を2011年5月21日から宮城県の一部エリアで展開することになった。

### Wi-Fi
2012年12月1日から、公衆無線LAN接続サービスの「セブンスポット」を東京都区部から全国展開を開始した。
セブンスポットでは、ブロードバンドインターネット接続ができる。ウェブブラウザからは1回につき最大60分間となり、1日につき3回まで接続可能だが、公式アプリからは無制限で接続可能。接続するには7iDを登録する必要がある。
2022年3月31日をもって、提供を終了した。。

## 国際的展開
2018年（平成30年）現在、セブン-イレブンは16の国と地域 にコンビニエンスストアチェーンを運営する国際集団である。全世界の店舗数も2017年（平成29年）3月末現在で6万店を突破し、チェーンストアとしては店舗数が世界でもっとも多い。

### 北米
日本法人がアメリカ法人を子会社化した。詳細を下記に記述。
1991年（平成3年）には、本家アメリカでセブン-イレブンを展開していたサウスランド社が経営に行き詰まってしまう。そこでイトーヨーカ堂とセブン-イレブン・ジャパンが支援のためにサウスランド社を子会社化（7-Eleven, Inc.に社名変更）し、日本流のコンビニ商品管理システムの導入などで経営を立て直した。
持株会社制に移行した2005年（平成17年）9月には、7-Eleven, Inc.の完全子会社化を決定。セブン-イレブン・ジャパンの完全子会社IYG Holding Co.（アメリカ・デラウェア州法人）を通して、株式公開買い付け (TOB) を9月6日から実施。7-Eleven, Inc.の経営陣の同意を得ていなかったため、買い付け条件が不十分との難色を示されてTOB価格の15%引き上げや期間延長を余儀なくされるなどしたが11月9日にTOBは終了し、95.4%の株式を取得。テキサス州法に基づく略式合併（残存株主に金銭交付）により、一旦セブン-イレブン・ジャパンの直接の完全子会社となっている。
その後、セブン-イレブン・ジャパンは完全子会社（アメリカ・デラウェア州法人）としてSEJ Service LLCとSEJ Finance LLCの持株会社2社を設立してIYG Holding Co.の株式をそれぞれ60%と40%保有させている。

### アジア

#### 台湾
中華民国（台湾）では、1978年4月に統一企業が1億9,000万台湾元を出資して統一超級商店を立ち上げ、1979年5月に台北市、高雄市、台南市で同時に14店舗をオープンさせた。
7年連続で赤字を出すなど不振もあり、1987年に統一超商として再建された。1994年7月に1,000店舗、1999年に2,000店舗を突破し、2000年4月20日に米セブン-イレブンと永久ライセンス契約を結ぶ。以来、2019年3月末時点で5,443店舗が営業中である。
2004年からはオリジナルのプリペイドカード（接触型ICカード）「icash」が発行され、その後は非接触型の「icash悠遊カード」 や「icash2.0」、「悠遊カード」、「一卡通」に対応している（後述）。日本同様、コピー機と連動したマルチメディア端末「ibon」 が2006年より導入されており、コピーやプリントのほか、税金、携帯電話やネットオークションの決済、一部地域ではタクシーの呼び出しも可能となっている。さらに公演チケットや、高鉄を含む鉄道・高速バスなども、直接購入、あるいは予約後の発券が行われている。多くはibonから印刷された紙をレジへ持ち込み、支払うことで完了または発券される（クレジットカードで支払済の場合は手数料のみ）。また、関東煮（おでん）や焼き芋の調理販売や、コーヒーマシン（CITY CAFE）での飲料販売も多くの店舗で行われている。
マスコットとしてOPENちゃんがいる。これはセブン-イレブン以外の統一企業グループ各社や、統一超商が進出した各地のセブン-イレブンでも用いられている。
- 基隆市内のセブン-イレブン
- CITY CAFE
- 駅の売店として機能しているセブン-イレブン（台北橋駅）

 ウィキメディア・コモンズには、台湾のセブン-イレブンに関するカテゴリがあります。

#### 香港

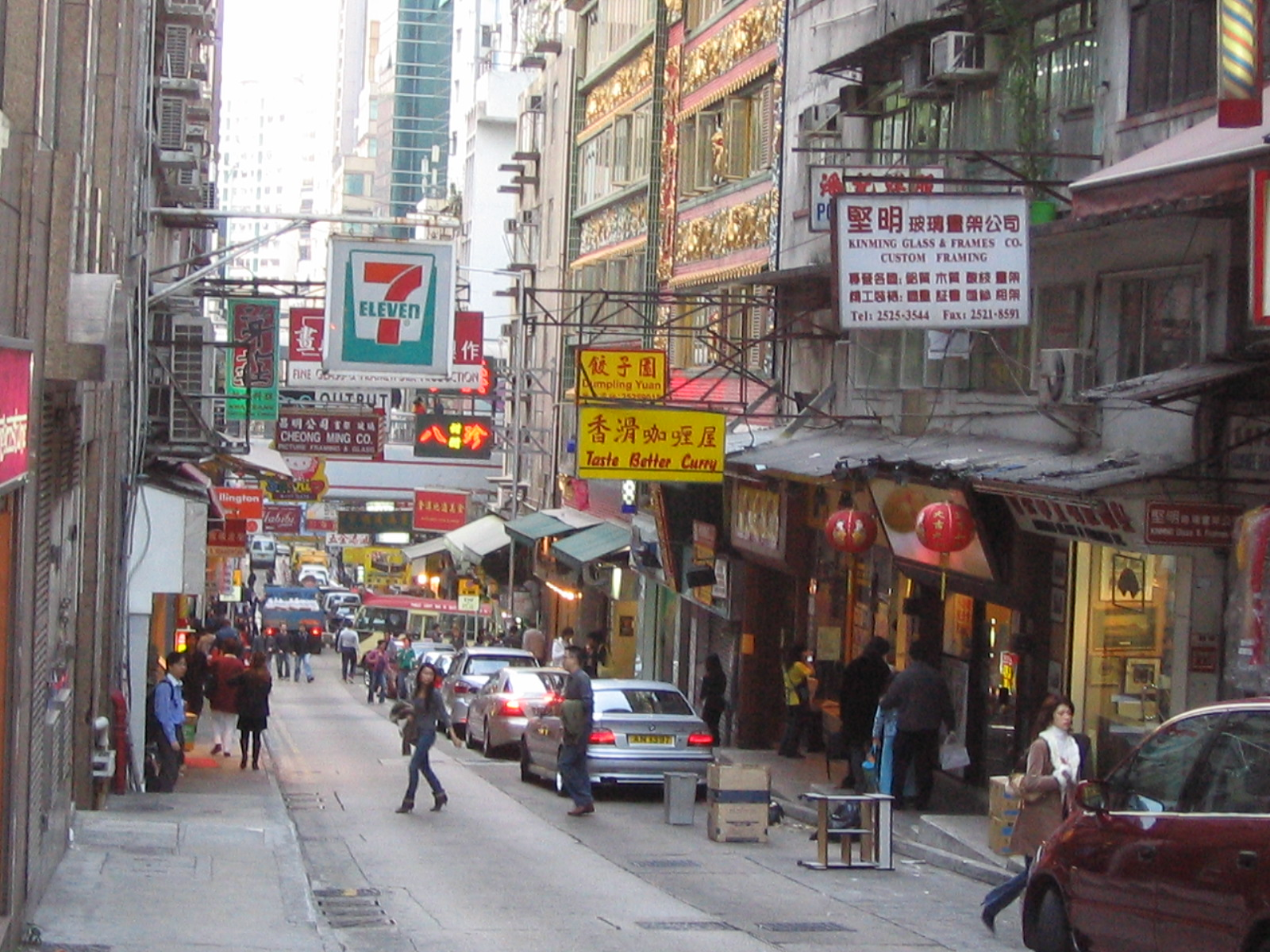
香港のセブン-イレブンの看板

香港では「七仔」、広東語でセブンとなる「些粉」、あるいは「七十一」という。1981年4月3日にディリー・ファームがライセンスを得てオープンし、2004年9月には1.05億香港ドルで南華早報グループを買収し、シェア3位のデイリー・ストップ87店舗を傘下に収めた。2009年12月時点で963店舗が営業中。店舗数2位のOK便利店は289店舗であり、圧倒的シェアを誇る。八達通で支払うと値引きされるため、交通機関以外のもっとも大口の利用先となっている。
 ウィキメディア・コモンズには、香港のセブン-イレブンに関するカテゴリがあります。

#### 韓国

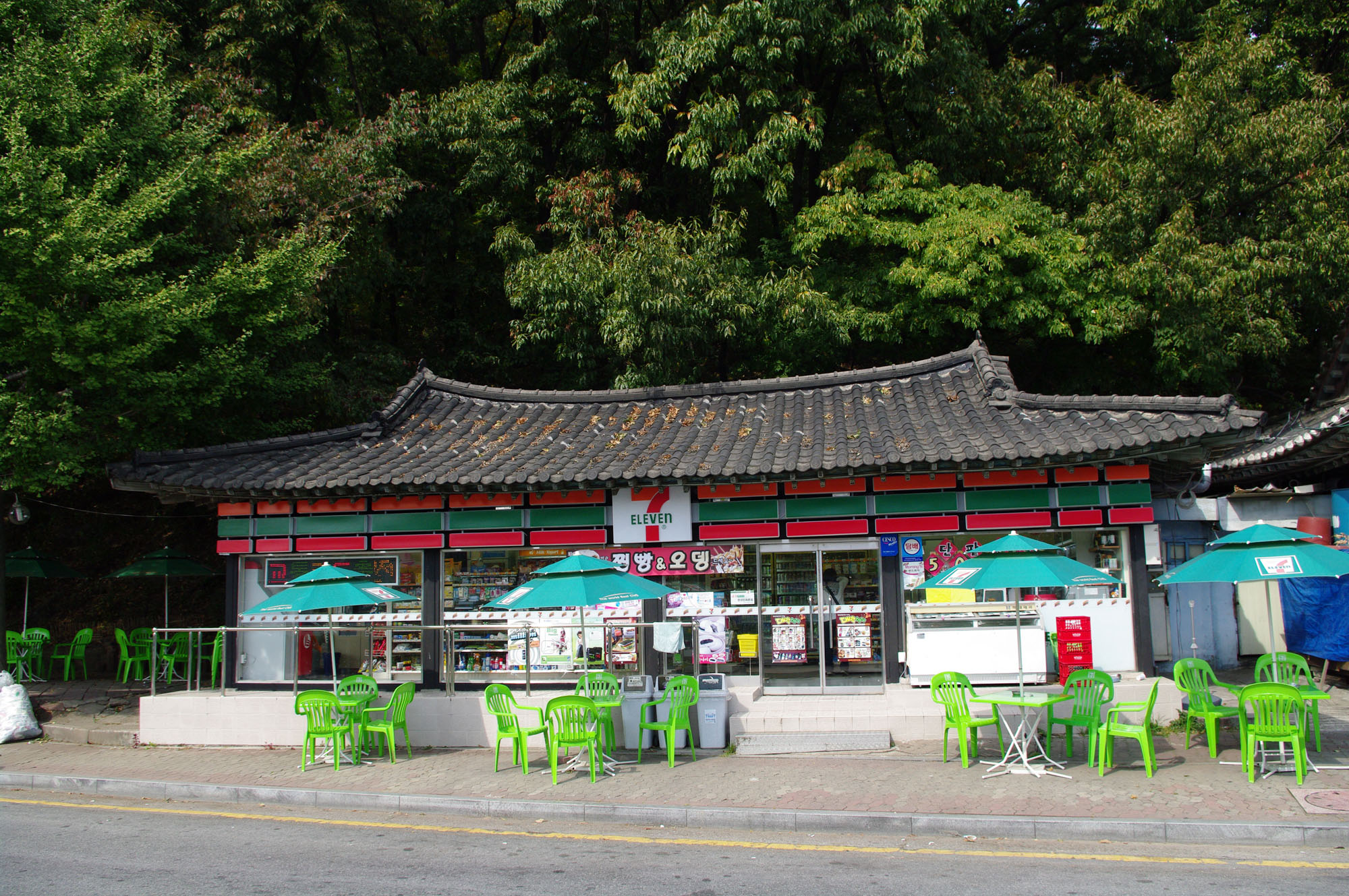
韓国のセブン-イレブン

韓国では、1988年にコリアセブンが設立され、1989年にソウル特別市松坡区オリンピック選手村アパート商店街に、韓国初のコンビニエンスストアとして第一店が開店した。1994年にロッテショッピングが取得。1997年にロッテショッピングからロッテリア韓国法人に吸収、1999年にロッテリアから独立しロッテグループの系列会社コリアセブンとなった。2010年には中堅のコンビニBuyTheWay、2022年には韓国ミニストップ をそれぞれ買収した。しかし、CU（元のファミリーマート）やGSグループ系列のGS25に押され、日本や台湾のようなシェアを獲得していない。2019年3月末時点で9,485店舗が営業中。
 ウィキメディア・コモンズには、韓国のセブン-イレブンに関するカテゴリがあります。

#### 中国

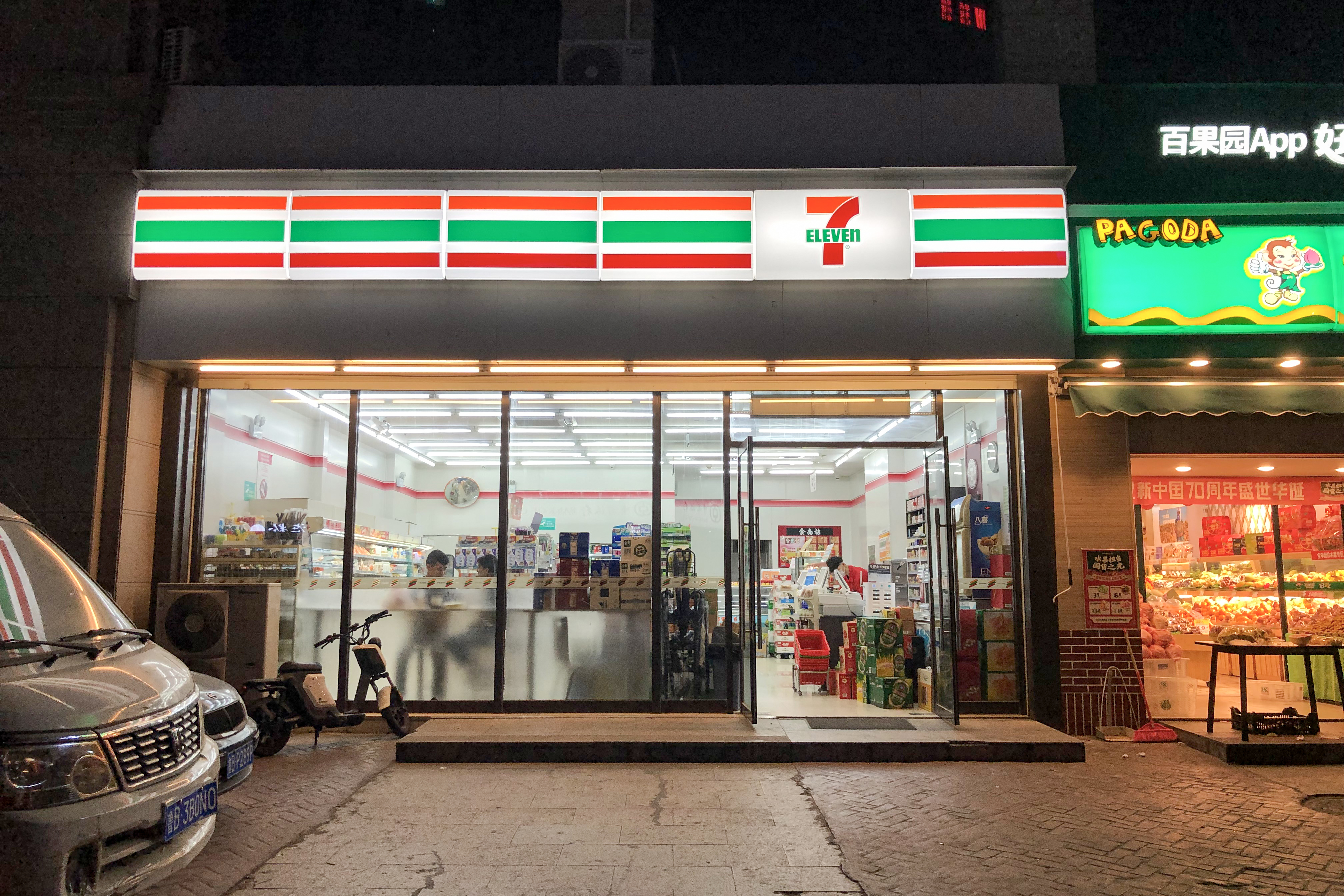
青島市のセブン-イレブン

中華人民共和国では「七-十一」という。セブン-イレブン・ジャパンの子会社であるセブン-イレブン北京有限公司が2004年4月15日北京市に、2009年9月17日天津市にそれぞれオープンして展開し、セブン-イレブン成都有限公司が成都市に展開している。ほかの地域では、広東では香港で展開するディリー・ファームが、上海市では台湾で展開する統一超商が展開している。すべて合わせて、2019年3月末時点で2,892店舗が営業中。
 ウィキメディア・コモンズには、中国のセブン-イレブンに関するカテゴリがあります。

#### タイ

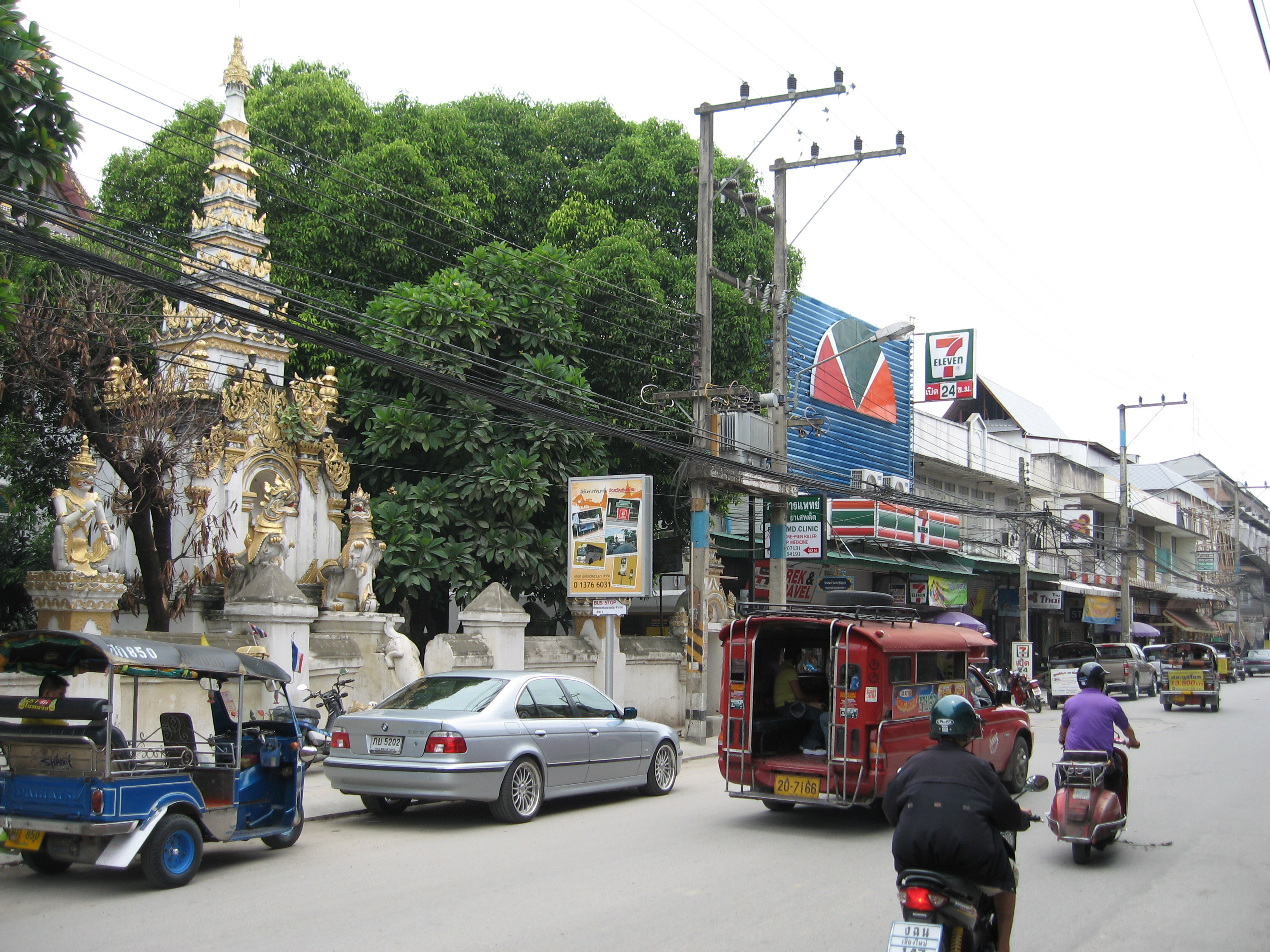
チエンマイのセブン-イレブン

タイでは、CP ALL Public Company Limitedがフランチャイズを行っている。2019年3月末時点で11,299店舗あり、日本に次いで店舗数第2位である。
 ウィキメディア・コモンズには、タイのセブン-イレブンに関するカテゴリがあります。

#### シンガポール
シンガポールでは、香港で展開するディリー・ファームが展開している。1983年6月チャンギロードにオープンして以来、2019年3月末時点で398店舗が営業中。EZ-linkなどで決済できる。サンドイッチのような調理済み食品は大部分がマレーシア製。
 ウィキメディア・コモンズには、シンガポールのセブン-イレブンに関するカテゴリがあります。

#### マレーシア

マレーシアのセブン-イレブン

マレーシアでは、ブルジャヤ（Berjaya）・グループ傘下の7-Eleven Malaysia Sdn. Bhd が展開している。1984年10月にクアラルンプールのジャラン・ブキッ・ビンタンでオープンし、2008年10月に記念すべき1,000店舗目がスランゴール州バンダル・サンウェイにオープンした。2019年3月末時点で2,311店舗が営業中。
 ウィキメディア・コモンズには、マレーシアのセブン-イレブンに関するカテゴリがあります。

#### インド
インドでは2019年にフューチャー・リテールとの間でフランチャイズ契約を締結し、同国内において店舗展開を行っていたが、開店目標の達成とフランチャイズ料の支払いが困難になったとして、2021年10月5日に同社との提携関係を解消した。その後、同月7日にアジア一の富豪として知られているムケシュ・アンバニが率いるリライアンス・インダストリーズとの間でフランチャイズ契約を締結し、同月9日にムンバイ郊外に1号店が開店した。

### ヨーロッパ
ノルウェーに本社を置く大手流通企業グループのReitanGruppenが1986年にノルウェーのオスロで初の店舗をオープンさせたのを皮切りに、デンマーク、スウェーデンの北欧諸国においても展開している。ノルウェーのトロムソには世界最北のセブン-イレブンの店舗がある。また、スカンジナヴィア3国のシェル石油のサービスステーションやデンマーク国鉄と提携しているのも特徴として挙げられる。

### 中東
イスラエルにおいては、2021年にアメリカ法人（7-Eleven, Inc.）と現地企業（Electra Consumer Products、Elcoの子会社）がフランチャイズ契約を締結し、2023年1月に1号店を開店した。2024年5月時点では8店舗を展開していたが、2023年パレスチナ・イスラエル戦争などの影響から、同月にFC契約を解除することで合意。店舗はライバルチェーンの「Seven Express」に売却しリブランドされた。

### 決済手段
- icash
  - 台湾で、日本より以前に導入していた独自の電子マネーサービス。後になって日本のnanacoと同様にポイントカード機能も追加された。頻繁にオリジナルカード（主に企業が宣伝配布目的で作成）やアニメ柄などの各種記念カードを発行しており、使用目的より収集目的性格が強い。またicash以外にも、交通カードの悠遊カードなども使える。2010年、セブン-イレブンで優待が受けられるicash悠遊カードが発売。2014年、従来の接触型ICカードのicashに代わり、非接触型のicash2.0の発売を開始。またセブン-イレブン以外の提携加盟店や公共交通でも使えるようになる。
- Tマネーカード
  - ソウル首都圏で発行されているIC交通カードだが、全国で利用可能。また、Tマネーと互換しているほかの交通カードも使用可能。
- クレジットカード
  - アメリカ、カナダ、韓国、日本のセブン-イレブンでは全面的に利用可能。
    - アメリカ店舗では、日本でセブンカードやnanacoなどのインフラ面で提携しているJCBとは非加盟である。しかし、2006年からJCBが加盟店提携したDISCOVERカードには加盟しており、DISCOVERの加盟店利用としてJCBカードを利用することが可能である。

  - タイでは医薬品および化粧品を扱う（薬剤師相当のスタッフがいる）店舗に限り、関係商品だけで300タイバーツ以上の決済をするときに利用できる。
  - 台湾では、クレジットカード自体を使用することはできないが、中国信託銀行発行のクレジットカードに付帯する電子マネー機能「icash wave（Q-PAY）」を使い、間接的にクレジットカード決済を利用することが可能である。Apple Pay、Google Pay、Samsung PayなどMIFARE（NFC Type A）を利用した決済に対応しており、これらの携帯電話による決済もしくはコンタクトレス決済のできるクレジットカードは使用できる（VISA、MasterCard、JCBのみでアメリカン・エキスプレスのコンタクトレス決済には対応していない）。
- バリューカード
  - タイ国内で独自に導入されている電子マネーサービス。

## 特色ある店舗

### 交通機関・高速道路
当初は、ほかのコンビニチェーンと異なり、高速道路のサービスエリア・パーキングエリアへの出店は積極的に行っておらず、首都高速6号三郷線八潮パーキングエリアや新名神高速道路土山サービスエリア（上下共通店舗）の事例がある程度であったが、西日本高速道路（NEXCO西日本）管内のローソン、ファミリーマート、ミニストップ（西日本高速道路サービス・ホールディングスの管轄外である湯浅御坊道路吉備湯浅パーキングエリア・高松自動車道津田の松原サービスエリアは対象外）など20店が、2018年3月末の契約期間満了後に全面改装し、2018年4月27日からセブン-イレブンとしてオープンした。最新の出店では、2021年12月22日に出店した関越自動車道寄居パーキングエリア（上り方面のみ）がある。
鉄道駅内では、以下の鉄道事業者において系列の流通事業者と提携して駅売店代替として展開している。
- 北海道旅客鉄道（JR北海道フレッシュキヨスクが運営。店舗名に「北海道ST」「北海道四季彩館」が付く[112]。一部店舗はサンクスからのブランド転換）
- 西日本旅客鉄道（ジェイアール西日本デイリーサービスネットとその地域子会社が「セブン-イレブン Kiosk（キヨスク）」・「セブン-イレブン Heart・in（ハートイン）」として運営）
- 四国旅客鉄道（四国キヨスクが「セブン-イレブン Kiosk」として運営）
- 京浜急行電鉄（京急ステーションコマースが運営、前述）
- 京成電鉄（京成リテーリングネットが運営）
- 小田急電鉄（小田急商事が運営）
- 京王電鉄（京王ストアが運営）[注 22]
- 神戸電鉄（神鉄観光が運営）
- 高松琴平電気鉄道（ことでんサービスが運営）
- 南海電気鉄道（南海フードシステムが運営、但し、南海泉北線は泉鉄産業が運営。）[注 23]

空港ターミナルビルやフェリーターミナルでは、羽田空港第1ターミナルビルや北九州空港、米子鬼太郎空港、宮崎ブーゲンビリア空港に出店事例がある。

### 官公庁内店舗
- 北海道庁別館店（北海道札幌市中央区） - 看板の照明がネオンサインになっている。
- 議員会館店（東京都千代田区永田町） - 2010年7月の新議員会館と同時にオープン。衆・参各議員会館の地下一階にある。一般人も利用できるが、帯用証・入館証が発行されないと入店できない場所に存在する。酒・タバコの販売があり、参議院議員会館店では『国会の土産物・国会グッズ・政治関連の書籍』も取り扱う。24時間営業ではなく、営業時間は国会開会中と閉会中とで異なり、平日のみの営業。参議院議員会館の店舗は、2020年3月まで直営店舗であったが、同年4月以降はセブン&アイ・フードシステムズによる運営。
- 東京都庁第二本庁舎店（東京都新宿区西新宿） - 日本初の都道府県庁舎内コンビニで1階北側に店舗がある。2005年1月25日開店。
- 防衛省店（東京都新宿区市谷本村町） - セブン&アイ・フードシステムズによる運営。
- 横浜市役所店、横浜市役所11F店 - 横浜市役所店は、同市役所の「ラクシスフロント」内の1Fにあり、毎日営業しているが、24時間営業ではない。2020年6月29日開店。一方、同市役所11F店は市役所の行政フロア内にあり、ゲートを通らなければならない場所に存在する。また、行政フロア内の店舗であるため、平日のみの営業である。2020年6月1日開店。

### 企業内店舗
- 大丸札幌店（札幌市中央区） - 大丸札幌店の従業員施設の中にある。営業日と時間は同店に準ずる。酒類は扱っておらず、同店の従業員と関係者しか利用できない。
- 角田I.T.P店（宮城県角田市） - アイリスオーヤマの社員食堂内にある。同店では障害のあるアイリスオーヤマの従業員も店員として勤務している。同社の従業員以外は利用不可となっている[113]。
- いわきアルパイン本社店（福島県いわき市）- いわき好間中核工業団地、アルパイン株式会社いわき本社2号棟2階。営業日はアルパインいわき本社に準ずる。宅急便・メール便・酒類は扱っていない。アルパインの社員および関係者、アルパイン来客者しか利用できない。現在は、閉店している。
- 日立アステモ栃木事業所店（栃木県塩谷郡高根沢町） - ソフトリサーチパーク 情報の森とちぎ、日立Astemo株式会社栃木事業所食堂内。営業時間は8時〜20時、営業日は日立Astemo株式会社栃木事業所に準ずる。日立Astemo株式会社栃木事業所での勤務者および来訪者以外の利用は不可。
- リクルートホールディングスサウスタワー店（東京都千代田区丸の内） - グラントウキョウサウスタワー33階に店舗がある。リクルート社員または入館証が発行された訪問客でないと入店できない場所に存在する。
- 明治安田生命本社ビル店 (東京都千代田区丸の内)  - 明治安田生命本社ビル22階にある。明治安田社員および関係者、来客者以外の利用は不可。同社の特例子会社である明治安田ビジネスプラスが運営し、障がいのある店員が働いている。[114]
- 三井物産本社ビル店（東京都千代田区） - 看板にLED照明を使い、出入口は三井物産本社ビルの入館者専用と入館者以外の者が利用できるものと2か所がある。リテールシステムサービスによる経営。
- TBS放送センター店（東京都港区赤坂） - TBS放送センター12階。TBSグループ社員および関係者、来客者以外利用不可。TBSグロウディアによる経営。
- 7FSテレビ朝日本社ビル店（東京都港区六本木）- テレビ朝日本社ビル内。テレビ朝日グループ社員および関係者、来客者以外利用不可。セブン&アイ・フードシステムズによる運営。
- テレビ東京本社店（東京都港区六本木） - 住友不動産六本木グランドタワー11階。テレビ東京グループ社員および関係者、来客者以外利用不可。テレビ東京ビジネスサービスによる運営。
- 横浜みなとみらい富士フイルムB店（神奈川県横浜市西区） - 富士フイルムビジネスイノベーション 横浜みなとみらい事業所内。勤務者および来訪者以外の利用は不可となっている。
- 京都リサーチパーク店（京都府京都市右京区） - 京都リサーチパーク4号館の1F。
- リサーチパーク9号館店（京都府京都市右京区） - 京都リサーチパーク9号館の1F。(閉店)
  - いずれの店舗も一般客は使用することができる。9号館の店舗はTSUTAYAに隣接しており外観も4号館の店舗と違う造りになっている。24時間営業。
- グランフロント大阪フロアナイン店（大阪府大阪市北区） - グランフロント大阪北館9F。セキュリティゲート外に存在しているので一般客の利用も可能だが日曜日や祝日は休業している。ちなみにグランフロント大阪には地下にも店舗（グランフロント大阪店）がある。
- ハートインルクア8階店（大阪府大阪市北区） - ルクア8階にある。JR西日本および天王寺SC開発社員および関係者、来客者以外利用不可。
- 読売テレビ店（大阪府大阪市中央区） - 読売テレビ本社1F。同社マスコットキャラクター『シノビー』グッズを常時販売[115]。一般客の利用可能。
- マイクロンメモリC棟店（広島県東広島市） - マイクロンメモリジャパンのC棟。24時間営業だが酒類は扱っておらず、同社の社員と関係者しか利用できない。
- 福岡長浜1丁目店（福岡県福岡市中央区） - 九州朝日放送本社1F。一般客の利用可能。

### 景観条例等準拠店舗
- 上川層雲峡店（北海道上川郡上川町） - 層雲峡温泉にある店舗だが、付近一帯が大雪山国立公園に指定されているため、外装に環境色を使用しており、配色は茶色となっている。
- 洞爺湖温泉店（北海道虻田郡洞爺湖町） - 洞爺湖温泉街にあり土産品、珍しいタバコや喫煙具なども扱っている。
- 群馬草津湯畑店（群馬県吾妻郡草津町） - 草津温泉の温泉街の中心・湯畑のそばにあり、上記の例と同様に看板が茶色になっている。土産品、地酒などを扱うほか、湯畑を展望できるイートインコーナー（昼のみ営業）を2階に併設。
- 那須インター店（栃木県那須郡那須町） - 栃木県道17号那須高原線沿い。上記の層雲峡店と同じく看板が茶色い。当時、那須御用邸への街道としてふさわしい看板にするように行政指導があったため、店のオーナーが色変更の交渉を行った。なお、沿道はほかの店もすべて茶色系の看板で統一されている。

ほか、京都市内など全国に存在する。

### その他
- 札幌中央卸売市場店（札幌市中央区） - 小型店舗。営業時間が3時〜17時。
- 札幌円山動物園店（札幌市中央区） - コンビニ初の動物園内への出店。開店当初は24時間営業で園内外から利用できてたが後に7〜19時に変更したが2021年（令和3年）9月30日に閉店した。進出を記念して動物園にnanacoと同じ名前の「ナナコ」と名付けたキリンを贈与したが、2015年夏に死去。
- 北海道大学工学部店（札幌市北区） - 同大学内のセイコーマート同様、タバコの取り扱いがなく、北大オリジナルグッズコーナーがある。また、完全セルフレジが2台設置されている。通常は7時から21時までの営業だが、北大祭に合わせて臨時終夜営業を行っている。
- 北海道ST旭川店（旭川市） - JR旭川駅コンコース（東改札口付近）に店舗があるほか、3・4番線ホームに無人店舗（自動販売機）が設置されている。
- ニセコ店（北海道ニセコ町） - 面積が250平方メートルの国内最大店舗。リゾート客向けの商品や生鮮食品も扱う。
- イトーヨーカドー川口店（埼玉県川口市） - アリオ川口1階。一般商品は扱わず、各種料金収納とマルチコピー機サービスのみを提供。2005年（平成17年）11月29日開店。
- 豊洲店（東京都江東区豊洲） - セブン-イレブンの1号店として所在。ただし、開業当初の店舗兼住宅2階建ての建物は、1992年（平成4年）5月、商業ビルに建て替えられており、開業時とまったく同じ店舗建物ではない。
- 世田谷サザエさん通り店（東京都世田谷区桜新町） - 漫画「サザエさん」の作中に登場する「三河屋」のモデルとなった酒販店が経営している。移転前の旧店舗では、入り口に「三河屋酒店」、後に「三河屋」と記されていた。[注 24]
- 電気通信大学前店（東京都調布市小島町） - 電子部品商社のマルツエレックと提携しており「24時間、電子部品が買える店」となっている。
- 楢葉下小塙仮設店舗店（福島県双葉郡楢葉町） - 福島第一原子力発電所事故による避難指示解除準備区域内で、福島第一原子力発電所の事故により休止された、楢葉下小塙店を再開して設置。コンビニ初の避難指示区域内への出店。当面は6時から20時までの営業。2013年（平成25年）8月26日開店[116][117]。
- 松山北井門2丁目店（愛媛県松山市） - 明屋書店石井店に併設。書店チェーンとの併設店舗として全国初であり、愛媛初出店の内の一店でもある。2014年（平成26年）3月1日開店。
- 福岡空港店（福岡県福岡市） - 福岡空港第3旅客ターミナルビルに所在。店舗外観が旅客機を模したものになっている[118]。
- DR東京有明ダイワロイネットホテル店（東京都江東区） - ホテルに併設されている。日本にあるセブン-イレブンで、一番店名が長い店舗でもある。
- 福岡センタービル店（福岡市博多区） - 店舗が3つに分かれている。うちの2つは店舗で、もう1つはイートインスペースとなっている。
- 横浜六浦駅南店（横浜市金沢区） - 店舗が2つに分かれている。1つは売り場となっていて、左にあるもう1つはATMとマルチコピー機コーナーになっている。
- 長崎おらんだ橋店（長崎県長崎市） - 元ベスト電器コンピュータウンながさき店の跡地に入居している。ベスト電器時代の屋上広告塔が撤去されていないので屋上広告塔があるセブン-イレブン。
- 横浜ハンマーヘッド店（横浜市中区） - 数百種類に及ぶクラフトビールの品揃えから「狂ったセブン」と呼ばれる[119]。

### ギャラリー
- 日本第1号店である豊洲店（東京都江東区）
- 別所PA下り店（兵庫県姫路市）
- 景観配慮型店舗の例（上川層雲峡店・北海道上川郡上川町）
- 保冷車を利用した被災地での仮店舗（宮城県多賀城市）
- 三井物産本社ビル店（東京都千代田区）
- 東京ミッドタウン店（東京都港区）
- 東京ドームシティミーツポート店（東京都文京区）
- 電気通信大学前店の電子部品コーナー（東京都調布市小島町）
- 成田空港第2ターミナル店（千葉県成田市）
- 京都駅八条口店（京都市下京区）
- キヨスクJR京都駅西口改札内店（京都市下京区）
- ハートインJR博多駅筑紫口店（福岡市博多区）
- 道路を挟んで向かい合う2つの店舗（台湾・新北市新店区）
- 空港内の店舗（香港国際空港）
- コペンハーゲンのセブン-イレブン
- ルンドのセブン-イレブン
- シンガポールのセブン-イレブン
- 広州のセブン-イレブン
- 北海道ST旭川店の無人店舗（北海道旭川市）
- セブン-イレブン店舗に併設されたセルフ洗車機（大分市）

## テレビ番組
- 日経スペシャル ガイアの夜明け コンビニ戦国時代王者セブンイレブン 戦略の全貌（2005年2月8日、テレビ東京）[120]。
- 日経スペシャル ガイアの夜明け ニッポン式 世界に挑む（2005年12月27日、テレビ東京）[121]。- 中国への展開を取材。
- 日経スペシャル カンブリア宮殿 テレ東経済WEEK 第1弾 王者セブン-イレブン 次なる闘い方（2023年12月7日、テレビ東京） - セブン-イレブン・ジャパン 社長 永松文彦出演[122]。

## CM出演者

### 現在
- イチロー（元プロ野球選手）

2024年度の創立50周年記念アンバサダーとしてCMに起用された
- SEVENTEEN（2023年）クリスマス

### 過去
- 月の家圓鏡(5代目)（1981年ごろ）
- 藤村俊二（1981年ごろ）
- 加藤和彦（1982年ごろ）
- ジョージ秋山（1982年ごろ）
- 矢崎滋（1983年ごろ）
- 唐十郎（1983年ごろ）
- 南伸坊（1983年ごろ）
- 廣田恵子（1985年）[124]
- 斉藤ゆう子（1980年代後半）
- 田中真弓（1987年ごろ）
- 石田ひかり（1991年[125]〜1994年ごろ）
- 渋谷琴乃（1995年ごろ）
- 新山千春（1996年ごろ〜2000年代前半）
- 野村恵里（2001年ごろ）
- 吉行和子（2002年〜2006年）
- AKB48
- 関ジャニ∞（2012年7月ごろ〜）
- 平愛梨（2014年、2015年ごろ）
- 乃木坂46
- King & Prince（2019年〜2022年）クリスマス

2010年代はセブン&アイのサウンドロゴとザ・タイマーズの「デイ・ドリーム・ビリーバー」を使用している。2016年1月からは冬季間は高梨沙羅応援CMも放映される。沖縄では、2018年に放送された出店予告CMで安室奈美恵の「NEVER END」が採用され、その後、沖縄限定CMにおいて「Hero」が採用されている。全国版で前述の「デイ・ドリーム・ビリーバー」が使用されているCMの一部も、沖縄では「Hero」に差し替えられてOAされる。セブン-イレブンのCMが放映される提供番組はセブン&アイ・ホールディングス名義で提供しており、セブン-イレブンのCMを放送している。
2021年1月からは「あなたの毎日の生活に、思いがけない出逢いと喜びを」というコンセプトのもと、オリジナルアニメCM「ときめきは、すぐそばに。」編を放送している。監督を川又浩、アニメーション制作をアンサー・スタジオ、キャラクター原案を椎名軽穂、ナレーションを福原遥、「デイ・ドリーム・ビリーバー」のカバー歌唱をyamaがそれぞれ担当している。
キャッチフレーズは、「あいてて良かった!（1980年代まで）」「おいしいぞ、セブン-イレブン（1980年代・食品のみ）」「セブン-イレブン、いい気分!（2000年代まで）」などを使用していた。また、「セブン-イレブン、いい気分!」のサウンドロゴは複数のバリエーションがあった。現在では「近くて便利」を使用している。

## 提供番組

### 現在
スポンサーとなっている番組は公式サイトの「提供中のテレビ番組一覧」にも掲載されている。

#### テレビ
日本テレビ系列
- ZIP!（隔週で月・水・金または火・木に提供）

テレビ朝日系列
- 報道STATION（月曜日ナショナルスポンサー）

TBS系列
- THE TIME,（水曜のみ）
- 情報7daysニュースキャスター（隔週で前後半交代）
- マツコの知らない世界[注 26]
- バナナマンのせっかくグルメ!!
- 坂上&指原のつぶれない店[注 27]

テレビ東京系列
- 出没!アド街ック天国

フジテレビ系列
- めざましどようび
- 奇跡体験!アンビリバボー
- ウワサのお客さま
- ONE PIECE ※一部地域限定[注 28]
- 新しいカギ

他多数

#### ラジオ
- NRNナイター（ニッポン放送・文化放送系のラジオネットワーク。セブン-イレブンとセブン銀行がそれぞれスポンサーとしてCMを放送）
- 東海ラジオ ガッツナイター（火曜日）
- ゴッドアフタヌーン アッコのいいかげんに1000回（ニッポン放送）[注 29][注 30]
- A&G TRIBAL RADIO エジソン
- 本名正憲のおはようラジオ（中国放送、7時台の天気予報）
- 僕が見たかった青空 君と奏でるラジオ（ニッポン放送）[注 29]

### 過去

#### テレビ
日本テレビ系列
- 快脳!マジかるハテナ
- 笑神様は突然に…
- シューイチ
- 嵐にしやがれ
- 今夜くらべてみました
- 水曜ドラマ（2021年7月 - 2022年3月）[注 31]
- ディスカバリーエンターテイメント秘密のケンミンSHOW 極（読売テレビ）
- 1億3000万人のSHOWチャンネル
- 真相報道 バンキシャ!（後半ナショナルスポンサー）
- ザ!鉄腕!DASH!!（隔週で前後半交代）※2012年4月から1年3か月間はPT扱い。

テレビ朝日系列
- くりぃむクイズ ミラクル9
- エリアの騎士

TBS系列
- 今、この顔がスゴい!
- ぴったんこカン・カン
- 中居正広の金曜日のスマイルたちへ
- サンデーモーニング
- 金曜ドラマ（2022年4月 - 9月）[注 32]
- 日5（毎日放送）[注 33]

テレビ東京系列
- TVチャンピオン→TVチャンピオン2
- にっぽん!いい旅
- モヤモヤさまぁ〜ず2

フジテレビ系列
- 笑っていいとも!
- SMAP×SMAP（関西テレビ・フジテレビ）
- カスペ!
- にじいろジーン（関西テレビ）
- 土曜プレミアム
- ONE PIECE
- VS魂（2021年4月 - 9月）※PT扱い
- 林修のニッポンドリル

#### ラジオ
NRN
- オールナイトニッポン
- SUPER☆GiRLS 超絶パーティー ※番組終了時点ではセブン-イレブン、セブンネットショッピング、そごう・西武の3社が提供（かつてはイトーヨーカドーも提供）。
- 中居正広のSome girl' SMAP

JRN
- 天皇盃全国都道府県対抗男子駅伝競走大会（中国放送）
- TBSラジオ&コミュニケーションズ - 2013年3月までセブン-イレブン、イトーヨーカドー、デニーズ、セブン銀行4社持ち回りラジオ時報CMスポンサー ※毎月7日はセブン&アイ出版（月刊誌「saita」発売日のため）、平日の毎月7日を除く14時の時報はアイワイカードがスポンサーとなる。

JFN
- 木村拓哉のWhat's UP SMAP!

#### 旧セブン-イレブンが提供
日本テレビ系列
- メレンゲの気持ち

テレビ朝日系列
- ANNスポーツニュース（セブン-イレブンとイトーヨーカ堂が提供）

TBS系列
- まんがはじめて物語（関東ローカル[128]）
- JNNニュースコープ（後半）
- JNNニュースの森（全国ネット枠の後半→関東ローカル枠）
- そこが知りたい（関東ローカル）

テレビ東京系列
- 12時間超ワイドドラマ
- TVチャンピオン

フジテレビ系列
- ななこSOS（関東ローカル）※アニメオリジナルキャラクターにコンビニエンジ・セブンとコンビニエンジ・イレブンというキャラが登場し、次回予告の決め台詞もキャッチコピー「開いてて良かった」を捩った「今度も見てて良かった」だった。
- FNNスーパータイム
- 笑っていいとも!（前半）

## 子会社・関連会社

### 子会社
- 株式会社セブン-イレブン･沖縄[129] - 沖縄県内の出店に先立ち設立。
- 7-Eleven, Inc. - 米国本土で店舗を展開。2011年9月末現在で7,104店。
- Seven-Eleven Hawaii, Inc. - 米国ハワイ州で店舗を展開。2011年9月末現在で56店。
- セブン-イレブン北京有限公司 - 中国北京市と天津市を中心に店舗を展開。2011年9月末現在で121店。
- セブン-イレブン中国有限公司 - 中国での商標や知的財産の管理、および店舗展開推進。
- セブン-イレブン成都有限公司 - 中国成都市を中心に店舗を展開。2011年4月末現在で9店。
- 株式会社セブン・ミールサービス - 配食サービス
- 株式会社SEキャピタル
- 株式会社セブン&アイ・ネットメディア

過去の子会社は以下の通りである。
- セブン&アイ・ホールディングス直下の子会社「株式会社セブン&アイ・ネットメディア」の子会社に変更
  - 株式会社セブンドリーム・ドットコム

### 出資先
- 株式会社わらべや日洋ホールディングス 12.45%出資。

### 主要関連会社
- 株式会社セブン銀行 - 銀行、旧アイワイバンク銀行 38.04%出資。
- 株式会社テルベ
- 株式会社セブン&アイ出版

## 不祥事・事件

### 裁判

#### ロスチャージ裁判
ロスチャージとは、賞味期限切れで廃棄された商品の仕入れ原価について、契約に基づいて加盟店が全額負担となるように粗利を算出し、この粗利に基づいて加盟店がロイヤリティを支払う取り決めである。このことが詐欺にあたる不当請求だとして、加盟店側がセブン-イレブン本部を訴えた。しかし、加盟店が自己の責任において商品の仕入れを行っていることを理由として、加盟店側の訴えは退けられている。
一般会計上基準ではこのような算定がされていなかったり、本部側の契約書に記載がないという主張を展開した裁判であり、説明があったかが争点となって最高裁まで争われたが、契約書や事前説明で認識できると加盟店の敗訴が確定した。
セブン-イレブン本部が発足してからの20数年で、少なくとも30件以上の裁判が提起された。そのすべてがセブン-イレブン本部勝訴となり、上告されることもなく地方裁判所で終結している。ごく一部に高等裁判所で係争することもあったが、多くの事例でセブン-イレブン本部勝訴となった。商品の注文量について本部側のスタッフ側の強い指導により、加盟店側が注文量を加減するのが難しいことも争点とされていた。2005年（平成17年）2月24日、東京高等裁判所で加盟店が初めて勝訴したが、この裁判は最高裁判所で2007年（平成19年）6月に判決が下され勝訴が取り消された。

#### 見切り販売独禁法違反事件と損害賠償訴訟
セブン-イレブン・ジャパンがフランチャイズ加盟店に対し、売れ残った弁当などの値引きを制限している私的独占の禁止及び公正取引の確保に関する法律（独占禁止法）違反（不公正な取引方法）の疑いがあるとして、2008年（平成20年）10月から、公正取引委員会が調査を進めていたことが2009年（平成21年）2月に判明した。調査は「本部の優越的地位の濫用があったかどうか」について行われたが、2月の報道以降、値下げを始めた複数のオーナーは廃棄が減って利益が増えたとしている。2009年5月、公正取引委員会は優越的地位を利用してこうした見切り販売制限を行うことは、独占禁止法に違反するとして排除措置命令を出す方針を決めたと報じられた。
2009年（平成21年）6月22日、公正取引委員会はセブン-イレブン・ジャパンに対し排除措置命令を出した。公取委の命令によると、加盟店に対して弁当などの「見切り販売」をした加盟店に対し、本部側の担当者らが契約の更新ができないなどということで見切り販売を制限したが、これは「優越的な地位の濫用」にあたると認定した。廃棄分の原価は加盟店側が負担する会計方式では値引き販売ができないと加盟店の負担は大きくなり、廃棄することになる弁当などが、現状で1店舗あたり年平均約530万円に達していることも指摘し、公取委がセブン側に見切り販売の際のマニュアル作成を求めているという。この廃棄分は全店舗では年に600億円にのぼる。なおセブン-イレブン以外でも値引き制限があるとして、複数の他チェーンオーナーが公取委に申告したとされる。
排除措置命令を受けた翌6月23日、セブン-イレブン・ジャパンは売れ残った弁当などの廃棄損失の15%分を本部が負担すると発表した。
しかし本件については、不当な見切り販売制限による損害を3,000万円とし賠償を本部に求めた裁判を8月に福島県内のオーナーが起こした。また本部は7月以降値引き販売をしている複数の店主に、会計や本部への不信感を生じさせるマスコミへの取材協力・値引きを利用した不正行為などの理由により契約解除を通告したり、解除を示唆し、一部の店主らは「値引き販売への報復」と反発している。
弁当などの値引き販売を実施したことに対し、本部が契約解除などをちらつかせるなど圧力をかけたとして、2010年（平成22年）9月15日に福岡地裁は、加盟店の元店長の訴えを認め、本部の行為が独占禁止法違反にあたるとして、賠償を命じる判決を言い渡した。値引きの制限を明確に独禁法違反と認定するのは、これが日本国内初のこととなった。
2014年（平成26年）10月、加盟店側が損害賠償を求めた裁判が、2009年（平成21年）に東京高裁で起こされた、裁判の最高裁での上告審の結果、見切り販売の妨害は「独占禁止法違反」であるとして、会社側から加盟店に対して、1,140万円の支払いが命じられた第一審の判決が確定した。
上記の事柄を理由として株式会社セブン-イレブン・ジャパンはブラック企業大賞2015（第4回）を受賞している。

#### 請求書引渡等請求事件 「ピンハネ疑惑事件」
本件は加盟店がセブン本部に仕入れ値の開示を求めている問題である。
「セブン-イレブン本部側は、加盟店の仕入れ代行業務を行っているのみで、その仕入れ先より仕入れた原価の伝票は、本来、加盟店が管理するものであり、セブン-イレブン本部が、仕入れ伝票を管理者である加盟店の店主に、開示しないのは、ピンハネもできる異常な状態である」として加盟店主・元加盟店主がセブン-イレブン本部に対して開示を請求する訴訟を起こした。
これに対し、一審、二審は請求を棄却した。しかし、最高裁第二小法廷（古田佑紀裁判長）は、2008年（平成20年）7月4日に、「仕入れ代金の支払い内容を報告する義務がある」との判断を示し、「報告義務はない」とした二審・東京高裁判決を破棄し、具体的にどんな内容を報告する義務があるかを審理するため東京高裁に差し戻した。これを受け、2009年（平成21年）8月25日、東京高等裁判所は開示を命じる判決を出した。

#### 下請け業者に対する不当な減額
プライベートブランドの弁当類や加工食品の製造委託を受けていた76社に対し、商品案内のカタログ作成代や「新店協賛金」の名目で新規出店や改装オープンでの値引き額の一部を補填させ、2015年9月から翌年8月までの約1年間で計2億2,750万円を下請代金から不当に減額していたとして、2017年7月21日に公正取引委員会から下請代金支払遅延等防止法違反で再発防止の勧告を受けた。

#### 福井豪雪での営業継続強要問題
2018年2月の福井豪雪で、豪雪に見舞われた福井県北部のセブン-イレブンの店舗を経営する男性が、本部に休業を申し入れたものの、本部からは認められずに営業継続を要求された。この男性は、契約解除を恐れて仕方なく営業を続け、その結果として約50時間にわたって勤務させられたとして、「コンビニ加盟店ユニオン」に報告。その後、本部の担当者が店舗を訪れ謝罪したという。

#### 短縮営業に対する契約解除と違約金請求問題
大阪府東大阪市のセブン-イレブンの店舗を経営する男性が、人手不足を理由として2019年2月から1日19時間の短縮営業に踏み切ったところ、本部から契約解除と約1,700万円の違約金を請求された（のちに契約解除や違約金請求は撤回された）。これを機にコンビニの24時間営業の是非がクローズアップされ、セブン-イレブンをはじめとするコンビニ各社で時短営業実験の開始 や加盟店への支援サポート強化を表明する などの契機となった。
2019年12月20日には、同店オーナーに対し、本部は「店舗に対する客の苦情が異常に多い」（2012年4月～2019年10月の間に計336件）、「オーナーがツイッター上でセブンの中傷を繰り返し、信用を著しく低下させる状況が続いている」という理由で、顧客対応などを改善しなければ12月31日付でフランチャイズ契約を解除すると通告した。文書では時短営業や元日休日には触れなかった。一方オーナーは、客と言い合いがあったことは認めながらも「カスタマーハラスメントのようなクレームが多かった」と説明している。オーナーは同年12月27日に、契約を解除された場合、地位の確認を求める訴訟を起こすことを明らかにした。
12月31日と2020年1月1日は休業し、1月2日に店舗を再開した。契約解除後であるが、セブン-イレブンの看板や備品・POPは撤去されず、制服もセブン-イレブンのものを着用し営業を続けた。その後、オーナー側は解除の無効などを、本部側は建物の引き渡しなどを求めて大阪地裁に損害賠償訴訟を起こしたが、裁判中の2021年5月4日、本部側は駐車場に建てた仮設店舗で営業を再開。敷地内に2つの店舗が仕切りを隔てて立つ異例の事態となった。建設にかかった費用約3,000万円は、訴訟でオーナーに求めている損害賠償に加える意向。2022年6月23日、大阪地裁は、元オーナー側の請求を棄却した上で「解除は有効」との判断を示し、オーナー側に店舗の明け渡しを命じた。2023年4月27日、大阪高裁は1審判決を支持し、元オーナー側の控訴を棄却した。2024年4月17日付で最高裁が元オーナー側の上告を受理しない決定をし、店舗の明け渡しと損害金の支払いを命じた1、2審判決が確定した。

#### セブン本部社員による無断発注事件
セブン-イレブン・ジャパン本部の社員が2019年8月にアドバイス名目で店舗を訪れ、事務所の端末を使用しおでんを無断で発注、気づいたオーナーが注文を取り消す事件が発生した。京都府の店舗では本部社員が酒や栄養ドリンクなど計15万円相当の商品の無断発注を行った。また別のオーナーは不在時を狙われ季節商品を無断で大量発注されたと話をしている。これにより、同年9月11日に宮城、千葉、東京、京都、大阪の5都府県のセブン店舗オーナー5人が独禁法違反にあたるとし、公正取引委員会に一斉に申告した。セブン本部によると「発注はオーナーに権限がある」としており、セブン-イレブン社員による無断発注は懲戒処分の対象となる違反行為である。セブン-イレブンは同年11月に無断発注の事実を認め、本部社員2人を懲戒処分にするとともに、全店舗を対象に同様のケースがないかを過去を含めて調査することを明らかにした。

#### 団体交渉権を巡る訴訟
セブン-イレブンとフランチャイズ契約を結んでいる店主らが加入する「コンビニ加盟店ユニオン」は、店主らが厳しい労働条件に置かれているなどとして、2009年に同社に対し団体交渉権に基づき交渉を申し入れたが、同社側は「店主は独立した事業主であり、会社と労使関係にはない」として応じなかったため、同ユニオンは岡山県労働委員会に救済を申し立てた。同県労委は2014年に「店主は労働組合法上の労働者に当たり、団体交渉の拒否は不当労働行為に該当する」として、同社に対し交渉に応じるよう命じたが、同社は中央労働委員会に不服を申し立て、中労委は2019年3月に「フランチャイズ契約を結んだ店主らの事業者性は顕著であり、独立した小売業者である」と指摘した上で「（同社の）事業組織に組み入れられているとまでは言えず、労働組合法上の労働者には当たらない」として、県労委の判断を取り消した。これに承服できない同ユニオンは同年9月に、厚生労働省を相手に中労委の命令を取り消すよう求める訴訟を東京地方裁判所に起こした。2022年6月6日に同地裁は、同ユニオン側の訴えを退ける判決を言い渡した。

### FC店オーナーによるトラブル

#### 個人情報の悪用
首都圏に在住する20歳代の女性が、2015年10月に首都圏所在の店舗で宅配便を送ったが、その際、店を経営する40歳代の男性が、伝票などを盗み見て女性に電話をかけ、住所を言い当てたうえに現金や性的関係を要求。この経営者は、当該の事件での恐喝未遂容疑のほか、別の女性への強姦容疑でも起訴され懲役6年となった。女性はセブン-イレブンに対し交渉したものの「この経営者の使用者ではない」と拒否したため、女性は店舗の運営会社のほか、セブン-イレブン本体についても「フランチャイズ店の経営者を指揮監督する立場にある」として、2016年6月23日に損害賠償を求め東京地方裁判所に訴訟を提起しており、2016年現在係争中。

#### 客への猥褻行為
2018年、栃木県足利市のフランチャイズ店舗のオーナーが女性客に対し卑猥な言葉を浴びせる、ズボンの中に手を入れ陰茎をまさぐる動作からチャック部分からその手を出して卑猥だとされるハンドサインを出す、退店後に駐車場まで付きまとうなどの異常行為を繰り返していたことが発覚。被害者女性が友人を介し動画を撮影し9月17日にインターネットサイト上に投稿 したことで事態が明らかとなった。本部は事実関係を認め、謝罪するとともに、9月21日付で契約を解除した。セブン＆アイ・ホールディングスの広報担当者は、このオーナーがなぜ客に卑猥な言動を繰り返していたのか、その理由について本部の広報担当者は把握しているが、詳細を明らかにすることは差し控えた。この店長の異常な言動は近隣で話題となっており、『変態セブン』と呼ばれていた。

#### マスクの高額販売
セブン-イレブンのある加盟店（所在地・店名などは非公表）で、店のオーナーが、インターネット販売で仕入れたマスクを、社会通念を外れる価格である1万6,900円のままで販売していたことが、2020年3月に判明。新型コロナウイルスの影響でのマスク不足に便乗し、高額でネット販売が行われたマスクを価格変更せずに販売していた模様で、セブン-イレブンの本部は当該の加盟店に対し、適正価格での取引を行うよう申し入れを行った。

### 従業員によるトラブル

#### 制服の外部流出
2021年6月にTwitter上において、セブン-イレブンの制服がリサイクルショップにて売られているとの指摘が報じられた。弁護士ドットコムによる取材によると、セブン-イレブン本部はスタッフの退職時に制服を返却してもらうことを加盟店向けのマニュアルにおいて定めているとしている。ある加盟店の経営者によると、記念として制服を保有していたり、スタッフがある日突然来なくなる「バックレ退職」などで制服を回収できないケースもあり、厳密には管理できていない加盟店もあるとしている。
また、セブン-イレブン本部によると、制服がインターネットオークションに出品されるケースもあり、こちらについては運営会社に通報したうえで出品を削除してもらっているとしている。

### 商品の上げ底、パッケージ詐欺疑惑
2010年代から、弁当などの一部商品について、いわゆる「上げ底」「パッケージ詐欺」疑惑がSNSなどで話題になっており、2024年頃にはメディアによる報道も増加した。
弁当容器の底が見た目より高い「上げ底」状態であったり、飲料のラベルに果肉と見間違うようなデザインを施していたりなど、意図的と思われるかのような商品への一部消費者からの悪評が話題となり、業績不振への影響も指摘された。
この指摘について、永松文彦社長（当時）は「他と比べて本当にセブン-イレブンが上げ底になっているのかって言うのをご覧になりましたか？なってませんでしょう？（笑）」「だからそんな、アコギなことはできないんですよ」と否定していたが、新社長となった阿久津知洋からは「上げ底問題」について認める発言も見られた。

## 付記
- ロゴの中で "ELEVEN" の "N" が小文字（風）にデザインされた理由として以下の説がある[173]。ただし、作成から時間が経っておりセブン-イレブンもよくわからないとしている。
  - 小文字にすることで角張っているロゴに「丸み」が与えられ、親しみが湧くから
  - 単なる数字（数詞）の羅列は当時の米国商標登録基準では受付不可だったため、意図的に数字ではない（文法上数詞の記法として正しくない）名称にするため最後を「n」にして、デザインとして登録した
- 1号店（豊洲店）の出店に際し、鈴木はフランチャイズ契約を結ぶことを提案するが、イトーヨーカ堂の関係者からは「1号店の運営は直営で実験してからにしたほうがいい」という反対意見があった。しかし、既存の酒店がコンビニエンスストアへの方向転換をしたいという考えを持っており、共存共栄を目指すという視点から、フランチャイズ契約による店舗にしたとされている[174]。なお、セブン-イレブンによる直営店開店は、豊洲店開店の翌月に開店した相生店（相模原市）が1号店となった。
- 当初、豊洲店の売り上げは好調であったが、商品管理に問題があった。基本的に大きなロットで仕入れるため、売れない商品は不良在庫化し、売れ筋商品はすぐに欠品する状態になっていた。そこで、仕入れ単位を少なくする小口配送をすることを提案した。さらに店舗開拓のために、豊洲店のある江東区に店舗を集中させる「ドミナント戦略」をすることで、地域密着型の経営を推進することを提案した[174]。
- また1980年（昭和55年）、牛乳や飲料などの商品納入は「メーカー単位」であったため、周辺道路の渋滞を招きかねない状態となってしまっていた。そこで、メーカーに関係なく、一括して共同配送するという仕組みを取り入れた。またそれまではメーカー担当者が納品に来ると、まずB社等他社の商品を後に動かしたうえで、A社（自社）の製品を前に陳列するというやり方をしていたが、これをそれぞれのメーカーの製品が見えるように配列することで、顧客が自由に商品を選べるように「配置換え」するという試みを行い、大成功を収めた[174]。

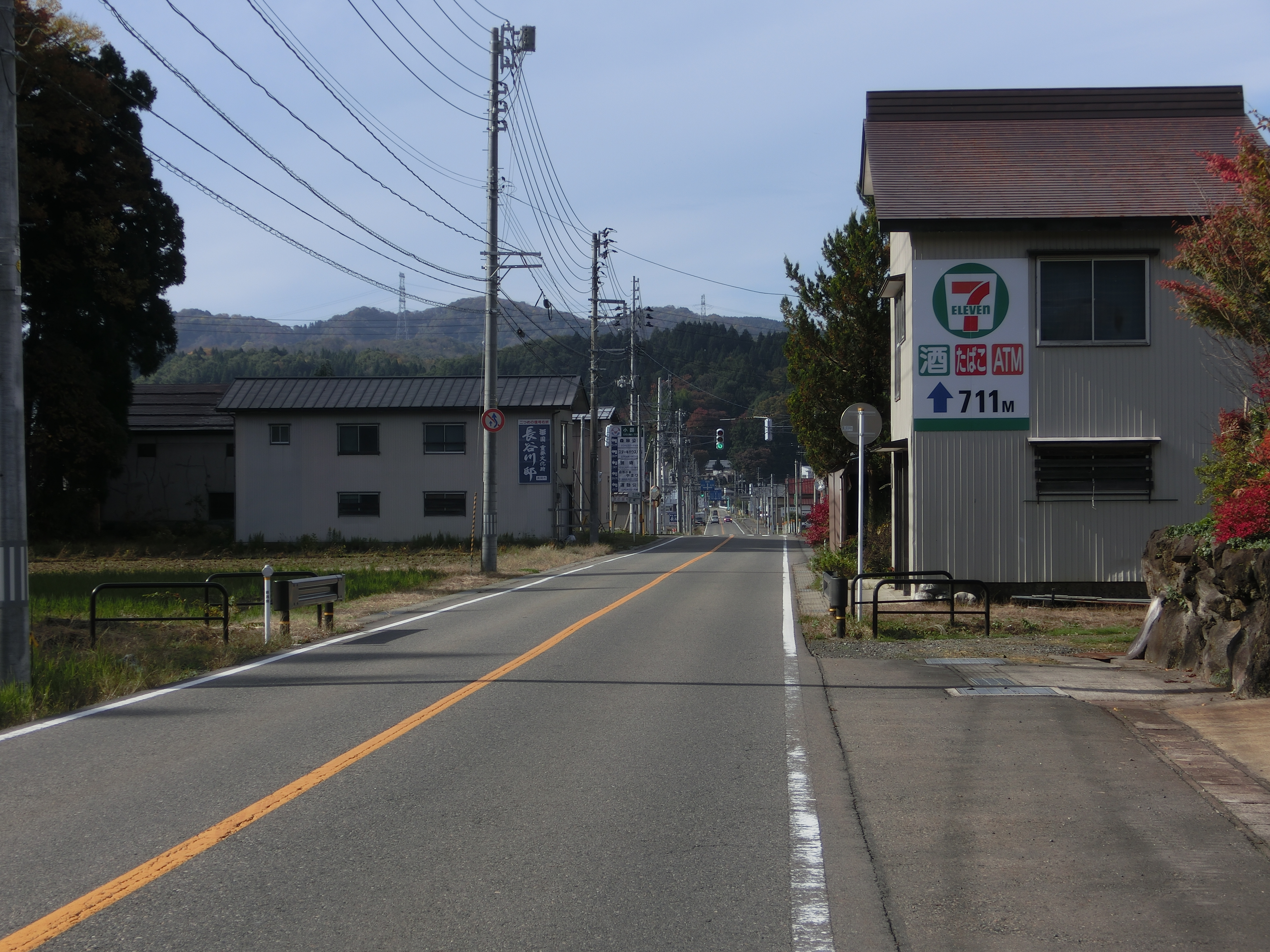
「セブン-イレブンまで直進711m」を示す標識

- 「セブン-イレブン」にちなんで、「ここから711m先」という看板を掲げている店舗も存在する。
- 2018年6月より「セブン-イレブンアプリ」のサービスがスタートした。
  - 本アプリには、利用促進のため、購入履歴などに基づく点数に応じた仮想的な「バッジ」を取得できる機能がある。バッジの1つである「都道府県制覇」は、その最高位「プラチナバッジ」の獲得条件が「47点」（日本の都道府県すべてでそれぞれ1店舗以上の利用）となっており、沖縄県初の店舗が開店した2019年までは達成不可能であった。
- 2021年11月11日、Twitter上でセブン銀行利用者から「セブンのATMでお金下ろすときの音が『お金ないでしょ』に聞こえる最近つらい」との投稿がなされた。2022年9月13日、これに対してセブン銀行公式アカウントはツイートに返信する形で新型現金自動預け払い機（ATM）の操作音を変更した事を公表し、注目された[175]。
- 2023年5月31日発売の『小学一年生』2023年7月号には「セブン-イレブン店舗の組み立て付録」がついた[176]。